# Luzern
Luzern ⓘ (luzerndeutsch Lozärn [loˈtsæːrn], französisch Lucerne, italienisch Lucerna, rätoromanisch Lucernaⓘ) ist eine Schweizer Stadt, Einwohnergemeinde sowie Hauptort des gleichnamigen Kantons. Die Stadt hat 85'534 Einwohner (Dezember 2023), mit Agglomeration rund 245'000.
Luzern ist das gesellschaftliche und kulturelle Zentrum der Zentralschweiz. Im Bildungsbereich ist es unter anderem Sitz der Universität Luzern, der Pädagogischen Hochschule Luzern und der Hochschule Luzern. Anlässe mit überregionaler Ausstrahlung sind beispielsweise die Luzerner Fasnacht und das Lucerne Festival. Luzern ist ein bedeutendes Tourismusziel in der Schweiz, einerseits wegen seiner Lage am Vierwaldstättersee und der Nähe zu den Alpen und anderseits dank Sehenswürdigkeiten wie der Kapellbrücke und dem Verkehrshaus der Schweiz.

## Geographie

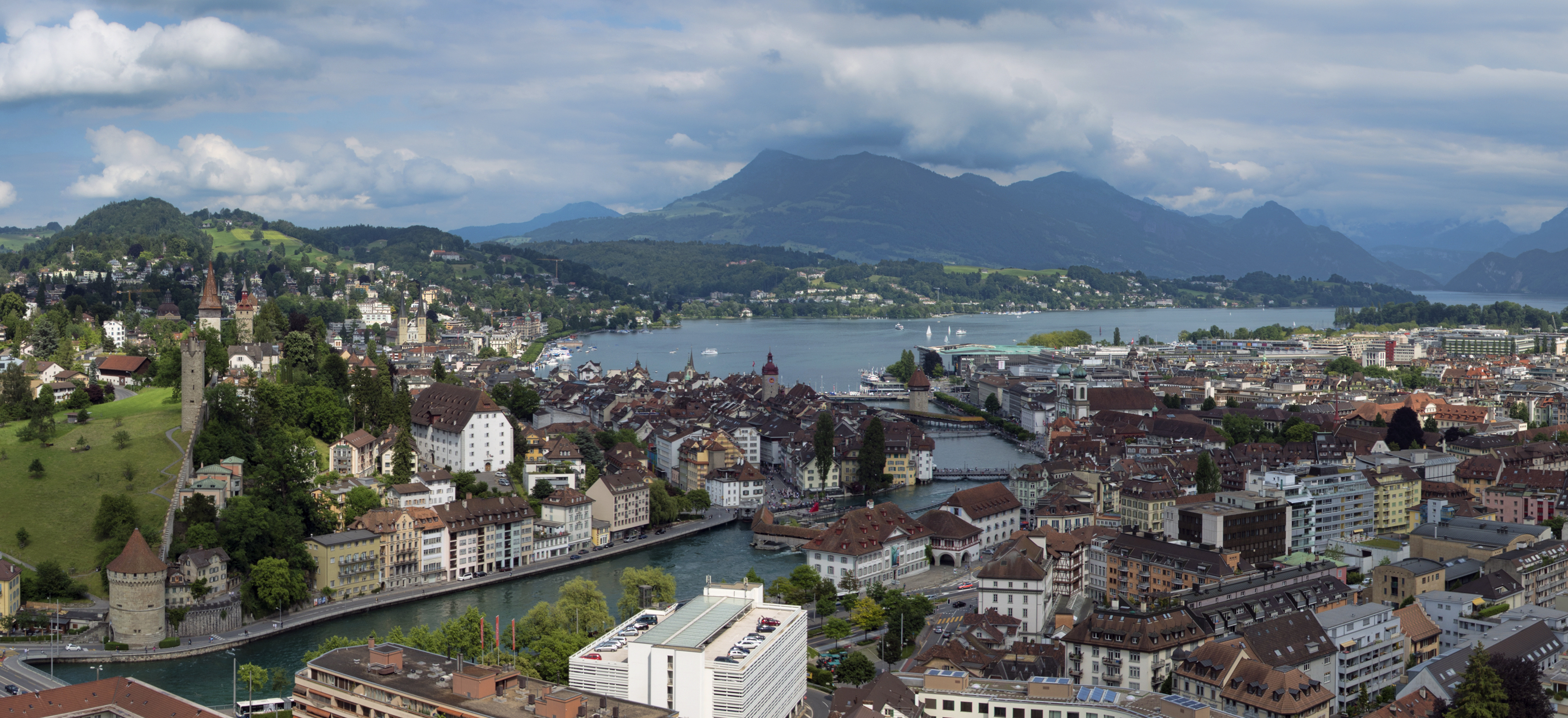
Panorama Luzerns mit der Rigi im Hintergrund.
Links Museggmauer und Altstadt, rechts die Neustadt.

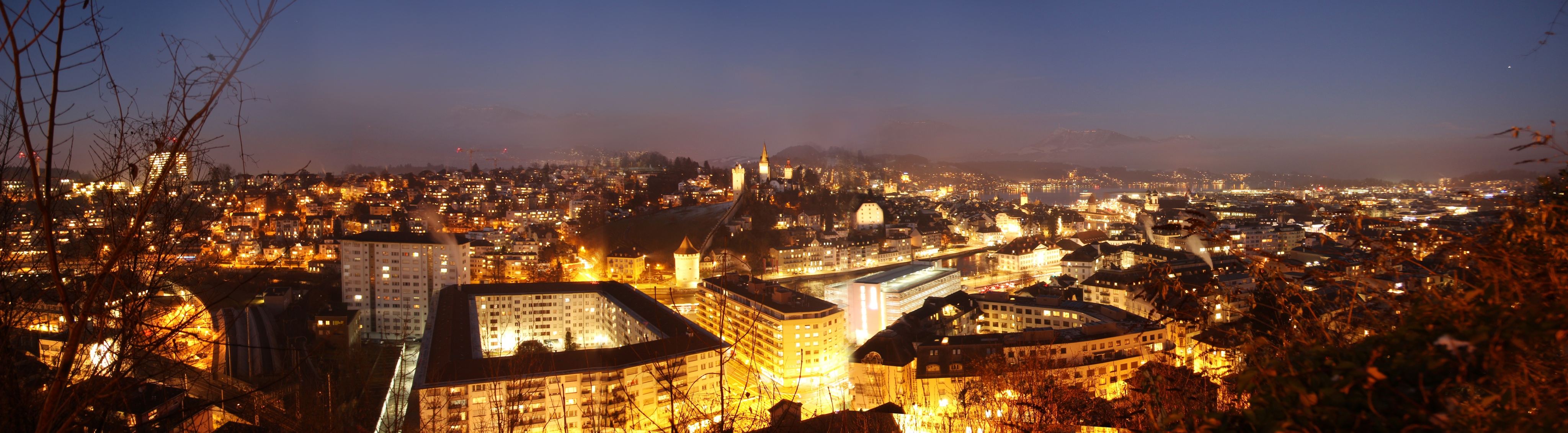
Panorama vom Château Gütsch

Die Stadt Luzern liegt am nordwestlichen Ufer des Vierwaldstättersees beim Ausfluss der Reuss. Die Reuss teilt die Stadt in die Altstadt und Neustadt. Die Seebrücke, die Kapellbrücke mit dem Wasserturm, der Rathaussteg, die Reussbrücke und die Spreuerbrücke verbinden die Alt- und Neustadt. Zu Luzern gehört auch die Exklave Bürgenstock. Die Lage zwischen See und den Bergen Pilatus und Rigi ist besonders malerisch und begünstigte die Entwicklung Luzerns als Fremdenstadt und frühe Hochburg des Tourismus ab 1840.
Der höchste Punkt der Gemeinde ist der Gipfel des Bürgenstocks in der Exklave Bürgenstock mit einer Höhe von 1127,8 m ü. M. Der höchste auf dem Kerngebiet der Stadt Luzern liegende Punkt ist mit 800 m ü. M. der Gipfel des Sonnenbergs. Der tiefste Punkt ist am Rotsee auf 419 m ü. M. Das Zentrum Luzerns liegt zwischen den Hügeln und Naherholungsgebieten Dietschiberg (nordöstlich) und Gütsch (westlich).
Die Fläche des Stadtgebiets beträgt 29,1 km², davon sind 48,8 % Siedlungsfläche, 27,0 % Landwirtschaftszonen und 22,0 % Wald. 2,2 % sind unproduktive Fläche.

### Klima
Für die Normalperiode 1991–2020 beträgt die Jahresmitteltemperatur 10,1 °C, wobei im Januar mit 1,1 °C die kältesten und im Juli mit 19,5 °C die wärmsten Monatsmitteltemperaturen gemessen werden. Im Mittel sind hier rund 78 Frosttage und 15 Eistage zu erwarten. Sommertage gibt es im Jahresmittel rund 50, während normalerweise 9 Hitzetage zu verzeichnen sind. Die Messstation von MeteoSchweiz liegt auf einer Höhe von 454 m ü. M.
Der Höchstwert der Durchschnittssonnenscheindauer des Monats Januar wurde 2020 mit 98,5 Std. erreicht. Damit wurde der bisherige Rekord von 1999 (86,7 Std.) gebrochen.
Mit 38 % hat Luzern, über das gesamte Jahr betrachtet, von 48 Schweizer Ortschaften die niedrigste relative Sonnenscheindauer.
|                        | Jan  | Feb  | Mär  | Apr  | Mai  | Jun  | Jul  | Aug  | Sep  | Okt  | Nov | Dez  |   |       |
| Mittl. Temperatur (°C) | 1,1  | 1,9  | 6,0  | 9,9  | 14,1 | 17,6 | 19,5 | 18,9 | 14,8 | 10,3 | 5,1 | 1,9  | ⌀ | 10,1  |
| Mittl. Tagesmax. (°C)  | 4,0  | 5,8  | 10,9 | 15,3 | 19,4 | 22,9 | 24,9 | 24,3 | 19,6 | 14,3 | 8,2 | 4,5  | ⌀ | 14,6  |
| Mittl. Tagesmin. (°C)  | −1,6 | −1,7 | 1,5  | 4,8  | 9,1  | 12,8 | 14,6 | 14,4 | 10,8 | 6,9  | 2,2 | −0,8 | ⌀ | 6,1   |
|                        |      |      |      |      |      |      |      |      |      |      |     |      |   |       |
| Niederschlag (mm)      | 56   | 61   | 75   | 97   | 149  | 165  | 166  | 170  | 109  | 88   | 78  | 78   | Σ | 1292  |
|                        |      |      |      |      |      |      |      |      |      |      |     |      |   |       |
| Sonnenstunden (h/d)    | 1,6  | 2,8  | 4,3  | 5,4  | 5,6  | 6,2  | 6,7  | 6,4  | 4,9  | 3,2  | 1,8 | 1,3  | ⌀ | 4,2   |
|                        |      |      |      |      |      |      |      |      |      |      |     |      |   |       |
| Regentage (d)          | 9,7  | 8,7  | 11,0 | 11,2 | 13,1 | 13,5 | 12,7 | 12,7 | 10,2 | 10,0 | 9,5 | 10,5 | Σ | 132,8 |
|                        |      |      |      |      |      |      |      |      |      |      |     |      |   |       |
| Luftfeuchtigkeit (%)   | 83   | 78   | 72   | 68   | 71   | 72   | 71   | 75   | 80   | 84   | 85  | 85   | ⌀ | 77    |

| −1,6 |

| −1,7 |

| 1,5 |

| 4,8 |

| 9,1 |

| 12,8 |

| 14,6 |

| 14,4 |

| 10,8 |

| 6,9 |

| 2,2 |

| −0,8 |

| −1,6 |

| −1,7 |

| 1,5 |

| 4,8 |

| 9,1 |

| 12,8 |

| 14,6 |

| 14,4 |

| 10,8 |

| 6,9 |

| 2,2 |

| −0,8 |

### Stadtgliederung
Die Stadt Luzern ist seit 2023 in 2 Stadtteile (Luzern und Littau), 6 Stadtkreise (A–F), 27 Quartiere und 191 Kleinquartiere eingeteilt. Die Quartiere 01 bis 10 liegen am rechten Ufer, die Quartiere 11 bis 19 am linken Ufer der Luzerner Bucht (nordwestlicher Arm des Kreuztrichters), vom See aus gesehen. Der Stadtkreis Littau umfasst gleichzeitig den gleichnamigen Stadtteil, während die übrigen fünf Stadtkreise im Stadtteil Luzern liegen.
| Stadtkreis          | Nr. | Quartier                  | Fläche (ha) | Bevölkerung Ende 2016 | Bevölkerungsdichte (Einwohner je km²) |
| ------------------- | --- | ------------------------- | ----------- | --------------------- | ------------------------------------- |
| A Rechte Seeseite   | 01  | Oberseeburg/Rebstock      | 84,9        | 2548                  | 3001,2                                |
| A Rechte Seeseite   | 02  | Würzenbach/Schädrüti      | 112,6       | 4474                  | 3973,4                                |
| A Rechte Seeseite   | 03  | Bellerive/Schlössli       | 44,4        | 1105                  | 2488,7                                |
| A Rechte Seeseite   | 04  | Halde/Lützelmatt          | 239,8       | 2477                  | 1032,9                                |
| B Rechtes Reussufer | 05  | Wesemlin/Dreilinden       | 90          | 4921                  | 5467,8                                |
| B Rechtes Reussufer | 06  | Maihof/Rotsee             | 51,6        | 3629                  | 7032,9                                |
| B Rechtes Reussufer | 07  | Hochwacht/Zürichstrasse   | 30          | 2208                  | 7360,0                                |
| B Rechtes Reussufer | 08  | Kantonsspital/Ibach       | 98,4        | 664                   | 674,8                                 |
| B Rechtes Reussufer | 09  | Bramberg/St. Karli        | 34,1        | 2286                  | 6703,8                                |
| C Innenstadt        | 10  | Altstadt/Wey              | 39,7        | 2292                  | 5773,3                                |
| C Innenstadt        | 11  | Bruch/Gibraltar           | 30,1        | 3429                  | 11392,0                               |
| C Innenstadt        | 12  | Hirschmatt/Kleinstadt     | 56,5        | 3231                  | 5718,6                                |
| C Innenstadt        | 13  | Bahnhof/Werft (seit 2023) |             |                       |                                       |
| C Innenstadt        | 14  | Neustadt/Voltastrasse     | 30,5        | 5780                  | 18950,8                               |
| C Innenstadt        | 15  | Unterlachen/Tribschen     | 91,8        | 3999                  | 4356,2                                |
| D Linke Seeseite    | 16  | Ober-/Untergütsch         | 31          | 2058                  | 6638,7                                |
| D Linke Seeseite    | 17  | Obergrund/Allmend         | 128,1       | 3233                  | 2523,8                                |
| D Linke Seeseite    | 18  | Sternmatt/Hochrüti        | 52,4        | 4641                  | 8856,9                                |
| D Linke Seeseite    | 19  | Langensand/Matthof        | 80,8        | 5965                  | 7382,4                                |
| E Linkes Reussufer  | 20  | Basel-/Bernstrasse        | 103         | 4272                  | 4147,6                                |
| E Linkes Reussufer  | 21  | Udelboden                 |             | 3245                  |                                       |
| E Linkes Reussufer  | 22  | Reussbühl                 |             | 3131                  |                                       |
| E Linkes Reussufer  | 23  | Ruopigen                  |             | 3850                  |                                       |
| F Littau            | 24  | Matt                      |             | 3810                  |                                       |
| F Littau            | 25  | Littau Dorf               |             | 1545                  |                                       |
| F Littau            | 26  | An der Emme               |             | 2158                  |                                       |
| F Littau            | 27  | Littauerberg              |             | 229                   |                                       |
|                     | 99  | Exklave Bürgenstock2)     | 155,8       | 0                     | 0,0                                   |

1) Das Schweizer Bundesamt für Statistik weist dem Stadtkreis Littau die Nummer 21 zu. Littau war bis 31. Dezember 2009 selbständige Gemeinde mit der Gemeindenummer 1060.
2) Die Exklave Bürgenstock gilt nicht als Stadtkreis, sondern als Pseudo-Quartier Bürgenberg Wald mit der Nummer 99.

## Geschichte

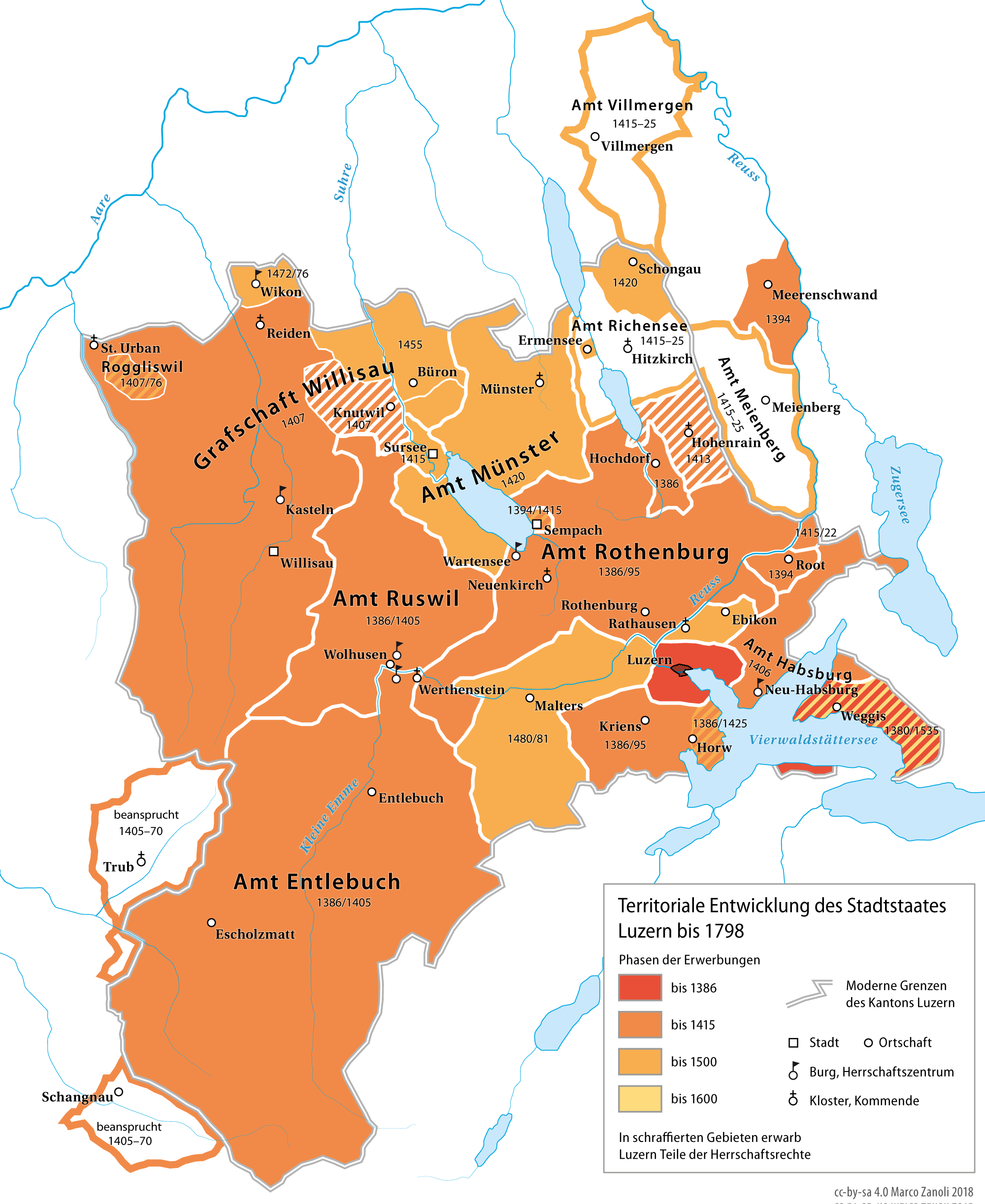
Karte der territorialen Entwicklung des Luzerner Stadtstaates bis 1798

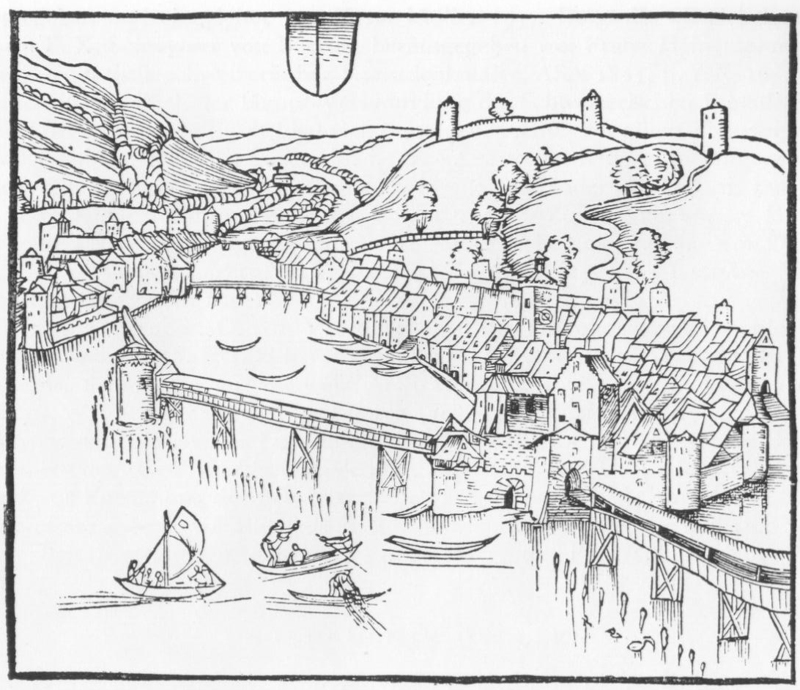
Älteste Ansicht der Stadt Luzern von Petermann Etterlin, 1507. Gut sichtbar vorn die Peterskapelle mit der Kapellbrücke und einem Teil der Hofbrücke am rechten Bildrand.

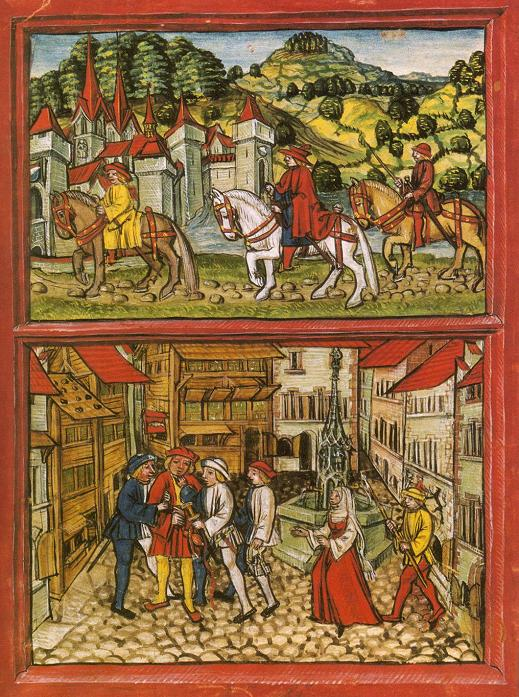
Luzerner Chronik (1513): auf dem Fischmarkt wird Jörg Supersaxo, ein mailändischer Agent, verhaftet

Ansicht von Luzern von Martin Martini 1597

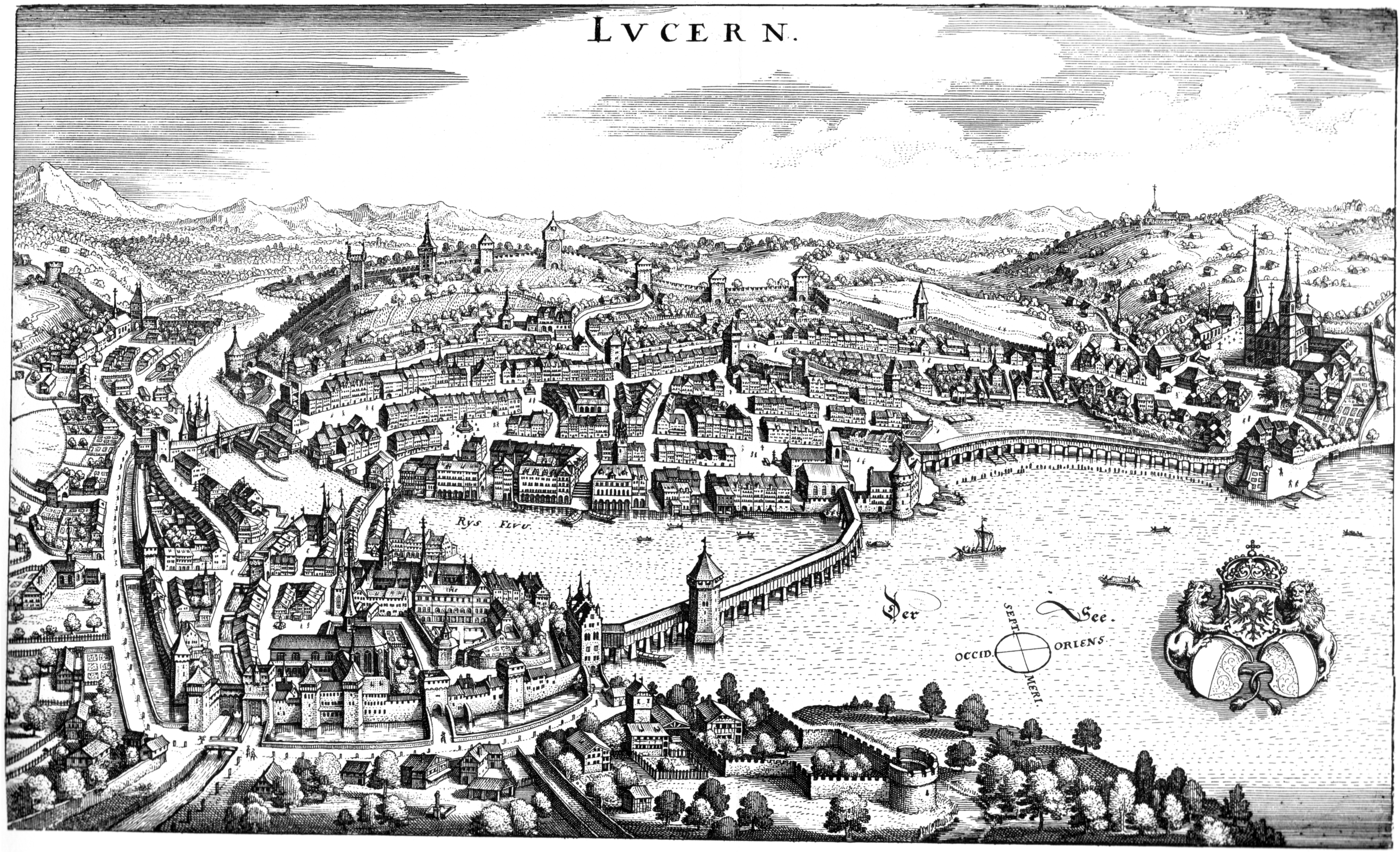
Ansicht der Stadt Luzern von Matthäus Merian (1642), nach Vorlage des Martiniplanes

### Ortsname
Die frühesten bekannten Nennungen des Ortes sind ad monasterium Lucernense beziehungsweise ad Lucernense monasterium (9. Jahrhundert; Abschrift um 1200), monasterium Luciaria (840) und in quodam loco, qui Lucerna ex antiquitate est dictus (853; Abschrift des 11. Jahrhunderts). Die Bedeutung ist unklar. Vorgeschlagene Herleitungen von lateinisch lucerna «Leuchte» (vergleiche bis heute «Leuchtenstadt Luzern»), vom keltischen Gott Lugus und vom männlichen Personennamen Luz oder Luzius sind nicht haltbar. Eine mögliche Grundlage bleibt jedoch lateinisch lūcǐus «Hecht», verbunden mit dem eine Verbreitung ausdrückenden Suffix -ārǐa. Die Bedeutung des Namens Luzern wäre damit «Ort, wo sich Hechte in grossen Mengen aufhalten».

### Frühzeit und Stadtgründung (um 750–1386)
Nach dem Zerfall des Römischen Reiches nahmen germanische Alemannen ab dem 7. Jahrhundert immer grösseren Besitz von dieser Gegend. Die alemannische Sprache ersetzte allmählich die lateinische. Um 710 entstand durch eine karolingische Gründung das Benediktinerkloster St. Leodegar (dort heute St. Leodegar im Hof), das Mitte des 9. Jahrhunderts unter die Herrschaft der elsässischen Abtei Murbach gelangte. Zu dieser Zeit bzw. um 750 nannte man das Gebiet Luciaria. Die Vogtei über das Kloster Murbach und damit auch über Luzern hatte seit 1135 das Adelsgeschlecht der Habsburger inne. Die Gründung der Stadt erfolgte wahrscheinlich durch die Brüder von Eschenbach, die Ende des 12. Jahrhunderts die Abtwürde von Murbach und Luzern gleichzeitig besassen. Das genaue Jahr der Stadtgründung ist unbekannt, es muss aber zwischen 1180 und 1200 liegen. Die Stadt gewann immer mehr an Bedeutung als Schlüsselstelle im wachsenden Gotthardverkehr und als Verwaltungszentrum. 1250 erreichte Luzern bereits die Grösse, die es bis ins 19. Jahrhundert beibehielt. Luzern war im 13. Jahrhundert durch Parteikämpfe zwischen Anhängern des Kaisers und des Papstes geprägt und schien bereits eine städtische Selbstverwaltung mit Rat und Bürgerversammlung besessen zu haben. 1291 erwarb der deutsche König Rudolf I. von Habsburg die Herrschaftsrechte des Klosters Murbach über Luzern, nachdem er schon die umliegenden Gebiete systematisch aufgekauft hatte.
Die Streitigkeiten um den deutschen Königsthron 1314–1325 führten auch zu Feindseligkeiten in den Ländern um den Vierwaldstättersee. Zur Stabilisierung der Verhältnisse ging Luzern 1332 einen Bund mit den benachbarten drei Waldstätten Uri, Schwyz und Unterwalden ein. Dieser Bund richtete sich nicht speziell gegen die Habsburger: Luzern behielt sich seine Verpflichtungen gegenüber der Herrschaft Österreich ausdrücklich vor.
Insbesondere ab der zweiten Hälfte des 14. Jahrhunderts begann Luzern erfolgreich, seinen Einfluss in den umliegenden ländlichen Gebieten zu verstärken und Herrschaftsrechte an sich zu binden. Diese expansive Territorialpolitik, welche auch von anderen eidgenössischen Städten wie Zürich vorangetrieben wurde, führte zwangsläufig zu Konflikten mit der Herrschaft Österreich und gipfelte 1386 in der Schlacht bei Sempach. Der Sieg der eidgenössischen Parteien erlaubte Luzern eine Konsolidierung des Herrschaftsgebiets, das in seiner Ausdehnung bereits ungefähr dem heutigen Kanton Luzern entsprach.

### Von der Stadt zum Stadtstaat (1386–1520)
1415 erhielt Luzern von König Sigismund die Reichsfreiheit und war damit bis zum Westfälischen Frieden 1648 eine Reichsstadt. Luzern bildete ein kräftiges Glied im eidgenössischen Bund. Die Stadt baute ihre Territorialherrschaft aus, erhob Steuern und setzte beamtete Vögte ein. Die Zahl der Stadtbevölkerung von 3000 ging um etwa 40 Prozent zurück. Schuld daran waren die Pest (um 1350, in mehreren Wellen) und etliche Kriege (so genannte Ennetbirgische Feldzüge). Nachdem sich Hexenverfolgungen zunächst vorwiegend im frankophonen Sprachraum ausgebreitet hatten, tauchte der Begriff «Hexereye» 1419 in einem Zaubereiprozess gegen einen Mann in Luzern auf und damit erstmals im deutschsprachigen Raum.

### Vorort der katholischen Schweiz (um 1520–1798)

Luzern, von Nordwesten, zwischen 1820 und 1825

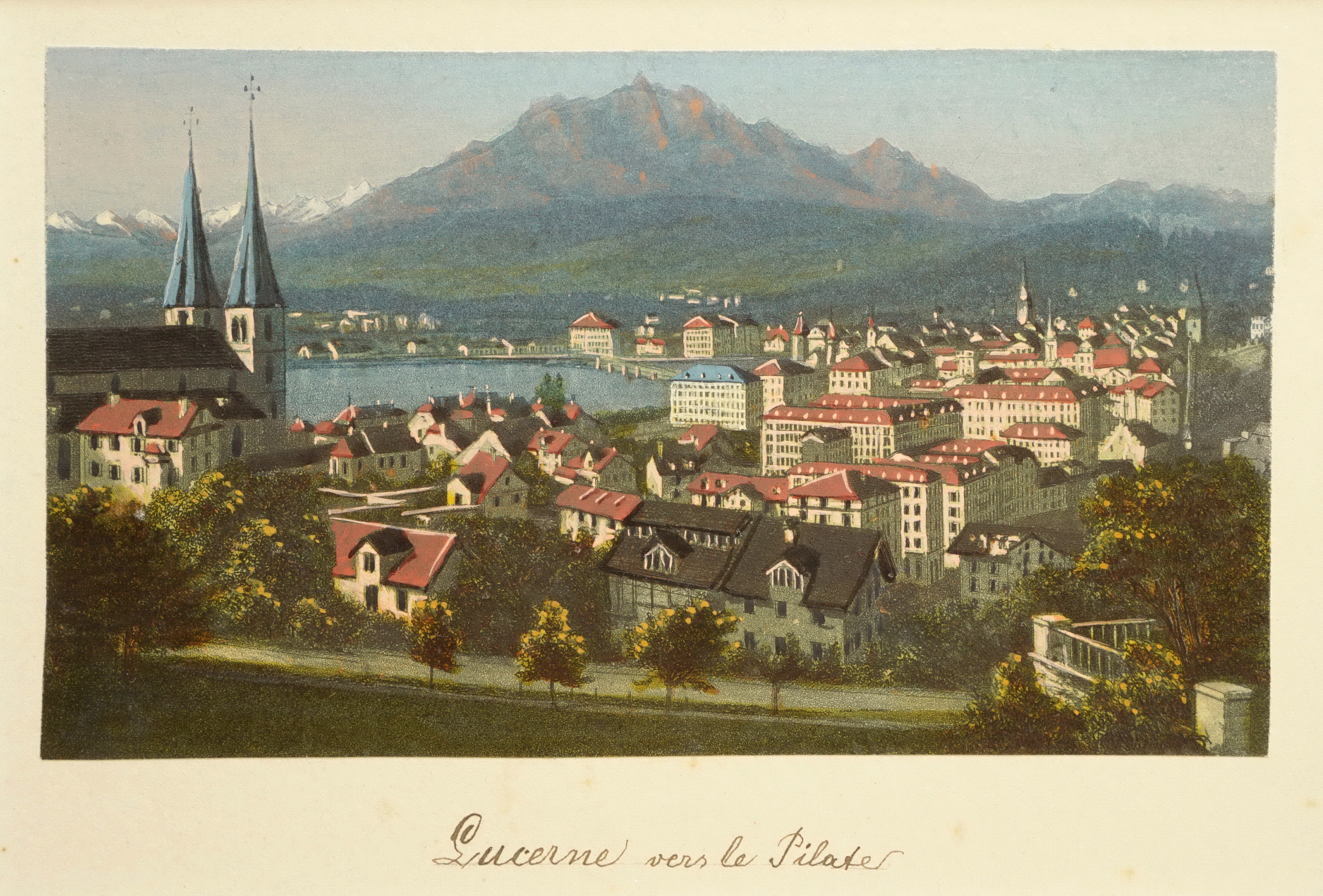
Luzern mit Hofkirche und Pilatus, um 1870. Radierung von Heinrich Müller.

Im wachsenden Staatenbund der Eidgenossenschaft gehörte Luzern zu den einflussreichen Stadtorten. Als sich die Reformation nach 1520 in der Eidgenossenschaft ausbreitete und sie spaltete, wurden die meisten Städte reformiert. In der Stadt waren nach dem 24. März 1522 durch eine Predigt des Gastredners Konrad Schmid am Musegg-Umgang und des einheimischen Reformators Oswald Myconius über die Hälfte der Geistlichen evangelisch gesinnt. Vor allem aus Angst vor Abschaffung des lukrativen Söldnerwesens kippte jedoch die Stimmung endgültig 1524 unter den führenden Patriziern, und Luzern blieb katholisch. Ab 1525 bis etwa 1530 war der von Strassburg nach Luzern geflüchtete Franziskaner Thomas Murner einer der grössten Kämpfer gegen den evangelischen Glauben. Er war Lesemeister, verfasste und druckte Schmähschriften gegen Martin Luther und die eidgenössischen Protestanten.
Nach dem Sieg der Katholiken über die Reformierten in der Schlacht bei Kappel 1531 dominierten die katholischen Orte die Eidgenossenschaft. Trotz des militärischen Sieges im Ersten Villmergerkrieg 1656 verschoben sich die Gewichte zu Gunsten der reformierten Städte wie Zürich, Bern und Basel, die im Zweiten Villmergerkrieg 1712 die Katholiken besiegten. Die führende Stellung Luzerns in der Eidgenossenschaft war damit vorbei. Im 16. und 17. Jahrhundert wurden die Kriege und Seuchen immer seltener, die Bevölkerung nahm vor allem auf dem Land kräftig zu, während die Stadt innerhalb der Mauern kaum wuchs.

### Jahrhundert der Revolutionen (1798–1914)
1798, neun Jahre nach Beginn der Französischen Revolution, marschierte die französische Armee in der Schweiz ein. Die Alte Eidgenossenschaft zerfiel, und die Herrschaft der Patrizier wurde in eine Demokratie umgeformt, es entstand die Helvetische Republik, deren Hauptstadt für kurze Zeit Luzern war. Somit waren erstmals nichtkatholische Gottesdienste erlaubt. Das erste evangelische Gotteshaus war die 1860 erbaute Matthäuskirche an der Hertensteinstrasse, deren Grundstück von der reformierten Familie Hauser des Hotels Schweizerhof zur Verfügung gestellt wurde.
Die industrielle Revolution trat in Luzern erst spät ein. 1860 waren nur 1,7 Prozent der Bevölkerung in der Heim- oder Fabrikarbeit tätig, dies waren nur ein Viertel so viel wie in der übrigen Schweiz. Die Landwirtschaft mit einem hohen Anteil von 40 Prozent der Erwerbstätigen im Bauernstand prägte den Kanton. Dennoch zog die Stadt etliche Industrien an, die sich aber in den Gemeinden um Luzern ansiedeln. Von 1850 bis 1913 vervierfachte sich die Zahl der Bevölkerung, und ihre Siedlungsfläche wuchs. Ab dem Jahre 1856 folgten die Bahnen, zuerst jene nach Olten und Basel, 1864 nach Zug und Zürich, und 1897 in den Süden.
Von 1910 bis 1912 verkehrte in Luzern mit der Ville de Lucerne ein Luftschiff für Passagierrundflüge. Der Landeplatz mit der Halle und einem Gaskraftwerk befand sich im Tribschenmoos.

Luzern, 1910

Luftbild von Walter Mittelholzer, 1919

### Entwicklungsakzente im 20. Jahrhundert (1914–2000)
Im 20. Jahrhundert gewannen die Vororte immer mehr an Bedeutung. Die Bevölkerungszahl im umliegenden Grossraum verdoppelte sich, während die städtische Bevölkerung nur langsam zunahm. 1974 folgte der Anschluss an die Autobahn A2 Richtung Norden, in Richtung Süden war bereits 1955 die Ausfallsstrasse Kriens–Ennethorw, die erste Autobahn der Schweiz, eröffnet worden.

### Entwicklung im 21. Jahrhundert (ab 2001)

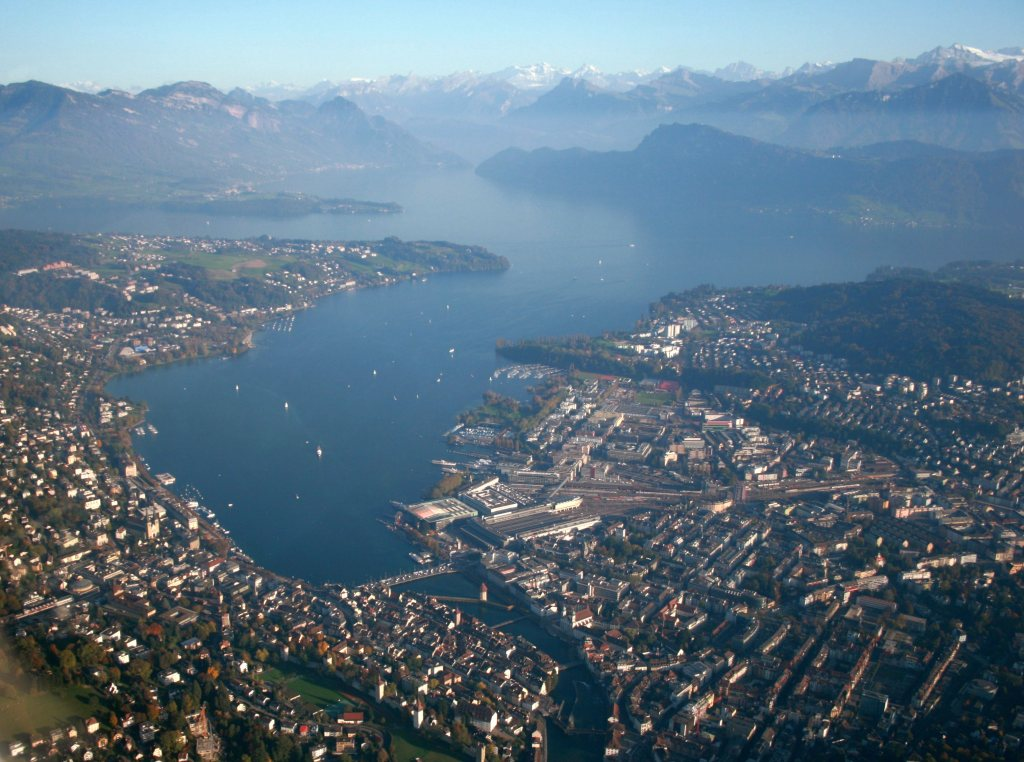
Luftaufnahme, Oktober 2012

Am 17. Juni 2007 stimmten die Einwohner von Luzern und Littau für eine Gemeindefusion von Littau mit Luzern. In Luzern stimmten 9'869 der Stimmberechtigten für die Fusion, 8'875 dagegen (53 % zu 47 %, Stimmbeteiligung 46,2 %). Die Littauer stimmten mit 2'824 gegen 2'343 (55 % zu 45 %, Stimmbeteiligung 60,4 %) für die Fusion. Die Fusion wurde am 1. Januar 2010 vollzogen. Die «neue» Stadt heisst weiterhin Luzern und behält das alte Stadtwappen bei. Die Einwohnerzahl beträgt nun rund 75'000 Personen.
Der Luzerner Stadtrat sah darin aber nur den ersten Schritt für weitere Fusionen. Im November 2011 entschieden sich Ebikon, Adligenswil und Kriens gegen eine Fusion. Im März 2012 lehnten die Stimmberechtigten von Emmen in einer Volksabstimmung die Aufnahme von Fusionsverhandlungen mit der Stadt Luzern ab.

## Bevölkerung

### Demografie
Bei der ersten modernen Volkszählung im Jahr 1798 zählte die Stadt Luzern 4'314 und Littau 668, in den heutigen Stadtgrenzen somit 4'982 Personen. Bis 1950 wuchsen beide Gemeindeteile gewaltig: Littau von 668 auf 5'644 Einwohner (+ 745 %) und das alte Stadtgebiet von 4'314 auf 60'526 Personen (+ 1303 %). Dabei gibt es deutliche Unterschiede: Littau wuchs relativ gleichmässig, während die Stadt Luzern schon in der zweiten Hälfte des 19. Jahrhunderts eine gewaltige Entwicklung wegen des zunehmenden Fremdenverkehrs erlebte. Dies und die sehr gute Erschliessung der Stadt durch die Eisenbahn und die Zentrumsfunktion als Kantonshauptstadt lösten eine grosse Zuwanderung aus. Bis 1975 wuchs die Einwohnerschaft der Kernstadt auf knapp 75'000 Personen. Die Landflucht wurde danach durch Stadtflucht abgelöst. Einwohner zogen oft in Neubauquartiere der Agglomerationsgemeinden Horw, Kriens, Emmen, Littau, Ebikon, Adligenswil, Meggen, Neuenkirch, Buchrain sowie Root und Dierikon. In den 25 Jahren bis 2000 büsste die Kernstadt Luzern einen Drittel ihrer Einwohnerschaft ein. In Littau passierte das Gegenteil. Zwischen 1950 und 1980 nahm die Anzahl Einwohner von 5'644 auf 14'966 zu (1950–1980: + 165,2 %). Der stetige Bevölkerungsanstieg hielt bis zur Fusion von Littau mit der Stadt Luzern Ende 2009 an. Wenn auch in langsamerem Tempo als zuvor (1980–2009: + 15,1 % oder + 2'258 Personen). Seit dem Jahr 2000 stabilisierte sich die Einwohnerzahl innerhalb des alten Stadtgebiets (2000: 59'496 Einwohner; Ende 2009 59'509 Bewohner). Das Bevölkerungswachstum der Stadt Luzern in den letzten Jahren (Ende 2010 77'198, Ende 2016 81'592 Bewohner) findet in allen Stadtkreisen statt. Eine Rückbewegung von der Agglomeration ins Stadtzentrum hat eingesetzt.
Die unterschiedlichen Bevölkerungsentwicklungen in der Kernstadt Luzern und der ehemaligen Gemeinde Littau zeigt folgende Tabelle:
| Verteilung der Bevölkerung der Stadt Luzern |                   |                   |                   |                   |                   |                   |                   |                   |                   |                   |                   |                   |                   |                   |                   |                   |                   |                   |
|                                             | Volkszählung 1798 | Volkszählung 1798 | Volkszählung 1850 | Volkszählung 1850 | Volkszählung 1900 | Volkszählung 1900 | Volkszählung 1950 | Volkszählung 1950 | Volkszählung 1970 | Volkszählung 1970 | Volkszählung 1990 | Volkszählung 1990 | Volkszählung 2000 | Volkszählung 2000 | Volkszählung 2010 | Volkszählung 2010 | Volkszählung 2020 | Volkszählung 2020 |
| Anzahl                                      | Anteil            | Anzahl            | Anteil            | Anzahl            | Anteil            | Anzahl            | Anteil            | Anzahl            | Anteil            | Anzahl            | Anteil            | Anzahl            | Anteil            | Anzahl            | Anteil            | Anzahl            | Anteil            |                   |
| GESAMT                                      | 4982              | 100 %             | 11.382            | 100 %             | 32.954            | 100 %             | 66.170            | 100 %             | 83.374            | 100 %             | 76.466            | 100 %             | 75.425            | 100 %             | 77.491            | 100 %             | 82.620            | 100 %             |
| Altes Stadtgebiet                           | 4314              | 86,59 %           | 10.068            | 88,46 %           | 29.255            | 88,78 %           | 60.526            | 91,47 %           | 69.879            | 83,81 %           | 61.034            | 79,82 %           | 59.496            | 78,88 %           | 60.462            | 78,02 %           | 64.315            | 77,84 %           |
| Littau                                      | 668               | 13,41 %           | 1314              | 11,54 %           | 3699              | 11,22 %           | 5644              | 8,53 %            | 13.495            | 16,19 %           | 15.432            | 20,18 %           | 15.929            | 21,12 %           | 17.029            | 21,98 %           | 18.305            | 22,16 %           |

Die generelle Bevölkerungsentwicklung in den heutigen Grenzen zeigt die untenstehende Tabelle:
Quellen: 1798–1837: Helvetische und kantonale Volkszählungen; Bundesamt für Statistik; 1850 bis 2000 Volkszählungsergebnisse, ab 2010 Bevölkerung nach Einwohnerregister; heutige Gemeindegrenzen

### Konfessionsstatistik
Ende 2019 waren 46,2 % der ständigen Wohnbevölkerung in Luzern Mitglied der römisch-katholischen Kirche, 10,7 % waren Mitglied der evangelisch-reformierten Kirche, und 43,1 % waren konfessionslos oder hatten eine andere christliche Konfession bzw. Religionszugehörigkeit. Die Zahl der Protestanten und Katholiken ist seitdem gesunken.
Ende 2022 waren 41,7 % der ständigen Wohnbevölkerung in Luzern Mitglied der römisch-katholischen Kirche, 9,7 % waren Mitglied der evangelisch-reformierten Kirche, und 48,6 % waren konfessionslos oder gehörten einer anderen Glaubensgemeinschaft an.
Die Christuskirche in der Altstadt wird von der christkatholischen Gemeinde genutzt.
Genaue Mitgliederzahlen zu anderen Religionsgemeinschaften in Luzern liegen seit der Volkszählung 2000 keine mehr vor. Jedoch führt das Bundesamt für Statistik (BFS) Stichprobenerhebungen durch, welche andere Religionsgemeinschaften in der Stadt Luzern erfassen. 2017 gaben 6,1 % der Befragten ab 15 Jahren in Luzern an, Mitglied einer anderen christlichen Kirche (weder katholisch noch reformiert) zu sein, 4,4 % waren Muslime, und 2,6 % gehörten weiteren Religionsgemeinschaften an. Das statistische Vertrauensintervall der einzelnen Resultate liegt zwischen 13 % und 20 %.
Anmerkung:
1. ↑  Seit 2010 basieren die Daten des BFS zu den Religionsgemeinschaften Luzern auf einer Stichprobenerhebung, für welche Personen ab dem Alter von 15 Jahren befragt werden. (Siehe hierzu Volkszählung in der Schweiz#Strukturerhebung.) Seit der letzten Volkszählung im Jahr 2000 liegen keine Zahlen zur Religionszugehörigkeit der Gesamtbevölkerung (jeden Alters) mehr vor. Eine Ausnahme bilden die römisch-katholische und evangelisch-reformierte Kirche, deren Mitglieder aufgrund der Kirchensteuer amtlich registriert werden.

### Herkunft – Nationalität
Die Anzahl Einwohner der Stadt Luzern betrug Ende 2022 83'840 Personen. Darunter waren 62'537 Schweizerische Staatsangehörige und 21'303 Angehörige anderer Staaten und Staatenlose (25,41 %). Die zehn grössten Migrantengruppen stammen aus:
Weitere Nationen mit mehr als hundert Staatsangehörigen sind Kroatien (484 Menschen), Österreich (478), Syrien (438), Grossbritannien (367), Nordmazedonien (352 Menschen), Polen (318), die Niederlande (317), Bosnien und Herzegowina (308), China (302), Ungarn (286), Frankreich (278), Brasilien (265), die Vereinigten Staaten (224), Rumänien (211), Russland (209), Griechenland (207), Somalia (206), Thailand (180 Menschen), die Slowakei (178), Bulgarien (176), Tschechien (147), Indien und Irak (je 140), Vietnam (120), Slowenien (119), Schweden (106) sowie Iran (102 Menschen).
Bei 19 Personen ist die Staatszugehörigkeit ungeklärt und acht Personen sind staatenlos.
Die Luzerner Quartiere haben unterschiedlich hohe Ausländeranteile (von Littauerberg 3,2 % bis BABEL 49,1 %) und sind auch hinsichtlich der Herkunftsstaaten sehr verschieden.

## Infrastruktur
Siehe auch: Liste von Strassennamen in Luzern

### Verkehr

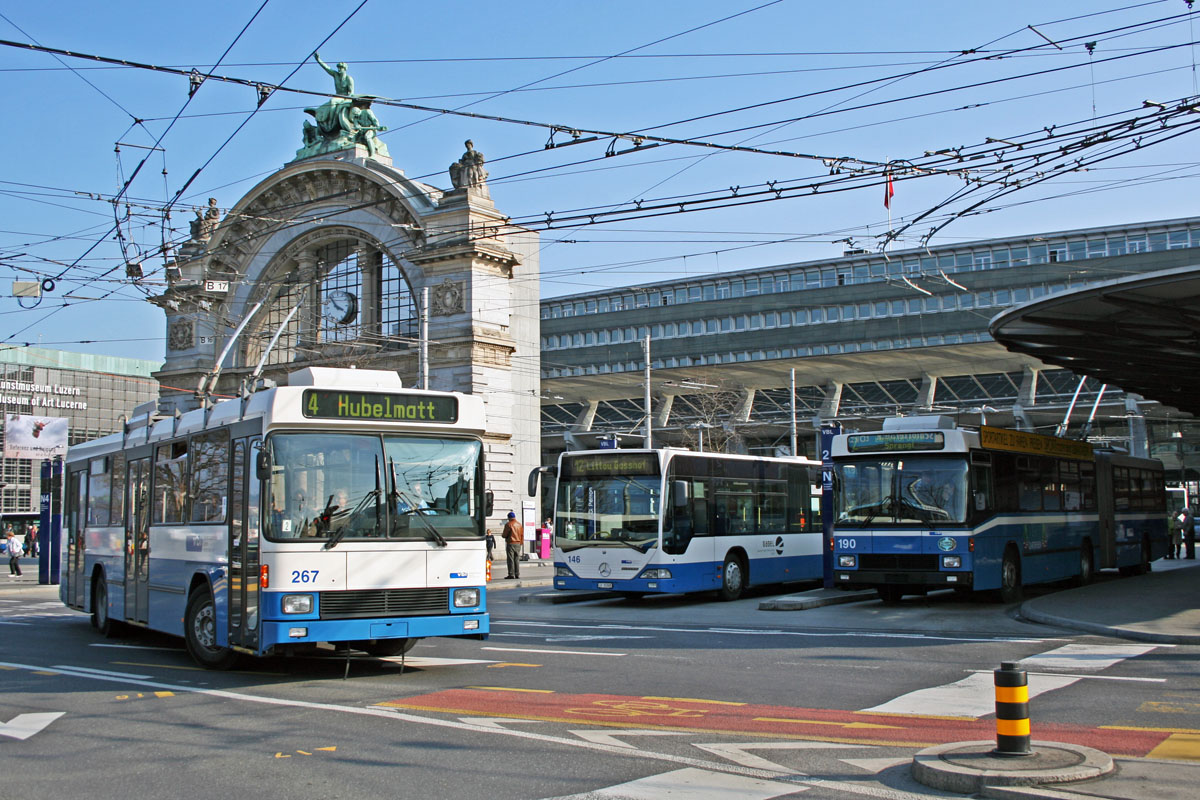
Bahnhofplatz mit Bussen der Verkehrsbetriebe Luzern, im Hintergrund das Aufnahmegebäude des Bahnhofs Luzern

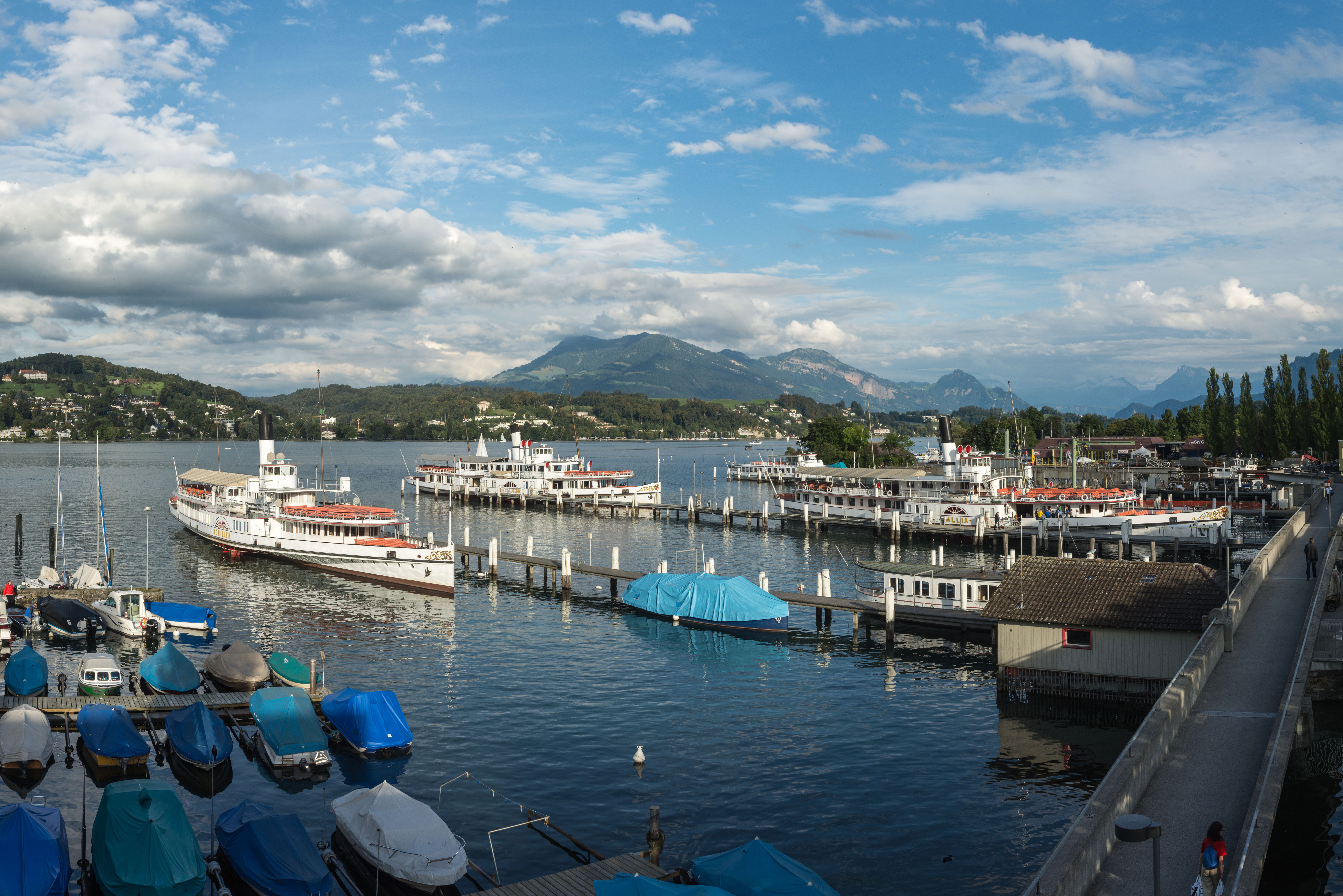
Dampfschiffe Schiller, Stadt Luzern und Gallia im Hafen von Luzern

Die Stadt wie auch die Agglomeration Luzern sind mit öffentlichen Verkehrsmitteln erreichbar – per Schiene, auf der Strasse und mit dem Schiff.
Die Schweizerischen Bundesbahnen, die Zentralbahn, die SOB und die BLS AG sind die Partner im Schienenverkehr (Fernverkehr, Regionalverkehr und S-Bahn Luzern). Auf der Strasse erschliessen die Verkehrsbetriebe Luzern (vbl) mit Trolleybussen, die die frühere Trambahn Luzern ersetzten, und diversen Autobus-Linien Stadt und Umland. Weitere Autobuslinien werden von den Verkehrsunternehmen Auto AG Rothenburg, Rottal AG und Postauto Schweiz betrieben.
Über den See sind verschiedene Gemeinden durch die Schifffahrtsgesellschaft des Vierwaldstättersees (SGV) mit Luzern verbunden.
All diese Unternehmen handeln als Partnerunternehmen im Auftrag des Verkehrsverbunds VVL. Die verschiedenen Linien werden in regelmässigen Abständen öffentlich ausgeschrieben.
Am 11. Dezember 2004 wurde die erste Phase der S-Bahn Luzern mit sechs neuen Haltestellen, einer Verdichtung des Fahrplans – vielfach Halbstundentakt – und neuem Rollmaterial eröffnet. Im Stadtgebiet gibt es vier Bahnhöfe: die Bahnhöfe Luzern, Luzern Verkehrshaus und Luzern Littau sowie seit dem 9. Dezember 2012 den unterirdischen Bahnhof Luzern Allmend-Messe, der von der Zentralbahn bedient wird. In Planung ist ein Durchgangsbahnhof als Tiefbahnhof für den Hauptbahnhof Luzern. Die Planungen sollen bis 2026 abgeschlossen sein; falls es dann zum Bau kommt, wäre eine Eröffnung im Jahr 2040 geplant.
Ein Plan für eine unterirdische Metro wurde im Februar 2020 in einer Abstimmung über die sogenannte «Metro-Initiative» abgelehnt.

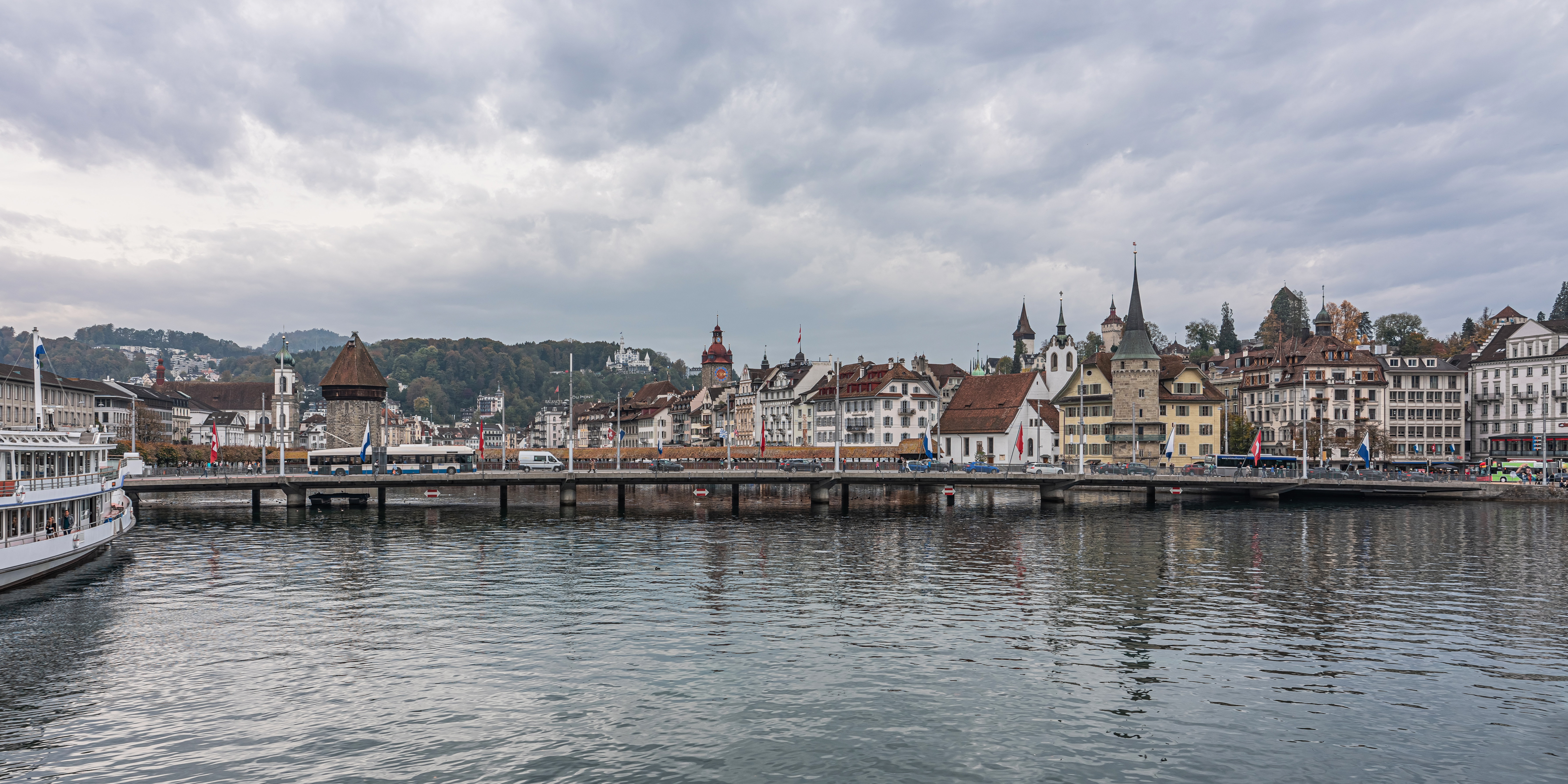
Die Seebrücke, eine der meistbefahrenen Strassen der Schweiz

Strassenverkehr: Die Stadt wird in Nord-Süd-Richtung (teils in Tunneln) von der Autobahn A2 durchquert. Der Reussporttunnel ist einer der am stärksten befahrenen Autobahnabschnitte der Schweiz. Aus- und Zufahrten sind (von Nord nach Süd) Emmen-Süd, Luzern-Zentrum, Luzern-Kriens und Luzern-Horw. Emmen-Süd erschliesst die Quartiere im Norden der Stadt, während Kriens und Horw für einige südliche Stadtviertel wichtiger sind als die Ausfahrt Luzern-Zentrum. – Die Seebrücke, welche Altstadt und Neustadt miteinander verbindet, ist eine der meistbefahrenen Strassen der Schweiz.
Der Veloweg Freigleis zwischen Kriens-Nidfeld und Neubad wurde auf dem ehemaligen Trassee der Zentralbahn errichtet.
Zwei Standseilbahnen führen zu Hotels: die Gütschbahn zum Hotel Château Gütsch und die Standseilbahn Hotel Montana zum Hotel Montana. Eine dritte, die Dietschibergbahn, bestand bis 1978. Die Sonnenbergbahn verläuft im benachbarten Kriens.

### Bildung
Im Jahr 2000 wurde die Universität Luzern als jüngste der zehn Schweizer Universitäten mit den drei Fakultäten Theologie, Kultur- und Sozialwissenschaften sowie Rechtswissenschaften gegründet. Im Herbst 2016 wurde sie um eine Wirtschaftswissenschaftliche Fakultät erweitert. Luzern ist auch Hauptsitz der Hochschule Luzern (HSLU) mit ihren sechs Departementen Design & Kunst, Musik, Soziale Arbeit, Technik & Architektur, Wirtschaft und Informatik. Ausserdem ist Luzern Standort der PH Luzern (Pädagogische Hochschule Luzern) mit dem Zentrum für Menschenrechtsbildung. Institutionen wie das Medien-Ausbildungs-Zentrum, die Höhere Fachschule für Sozialpädagogik (hsl), die SHL Schweizerische Hotelfachschule Luzern, die Richemont Fachschule (Bäckerei, Konditorei und Confiserie), das Fach- und Wirtschafts-Mittelschulzentrum FMZ mit der Fachklasse Grafik Luzern oder die Schulen der höheren Kaderausbildung der Schweizer Armee (HKA) runden das Angebot des Bildungsstandortes Luzern ab.

### Gesundheit

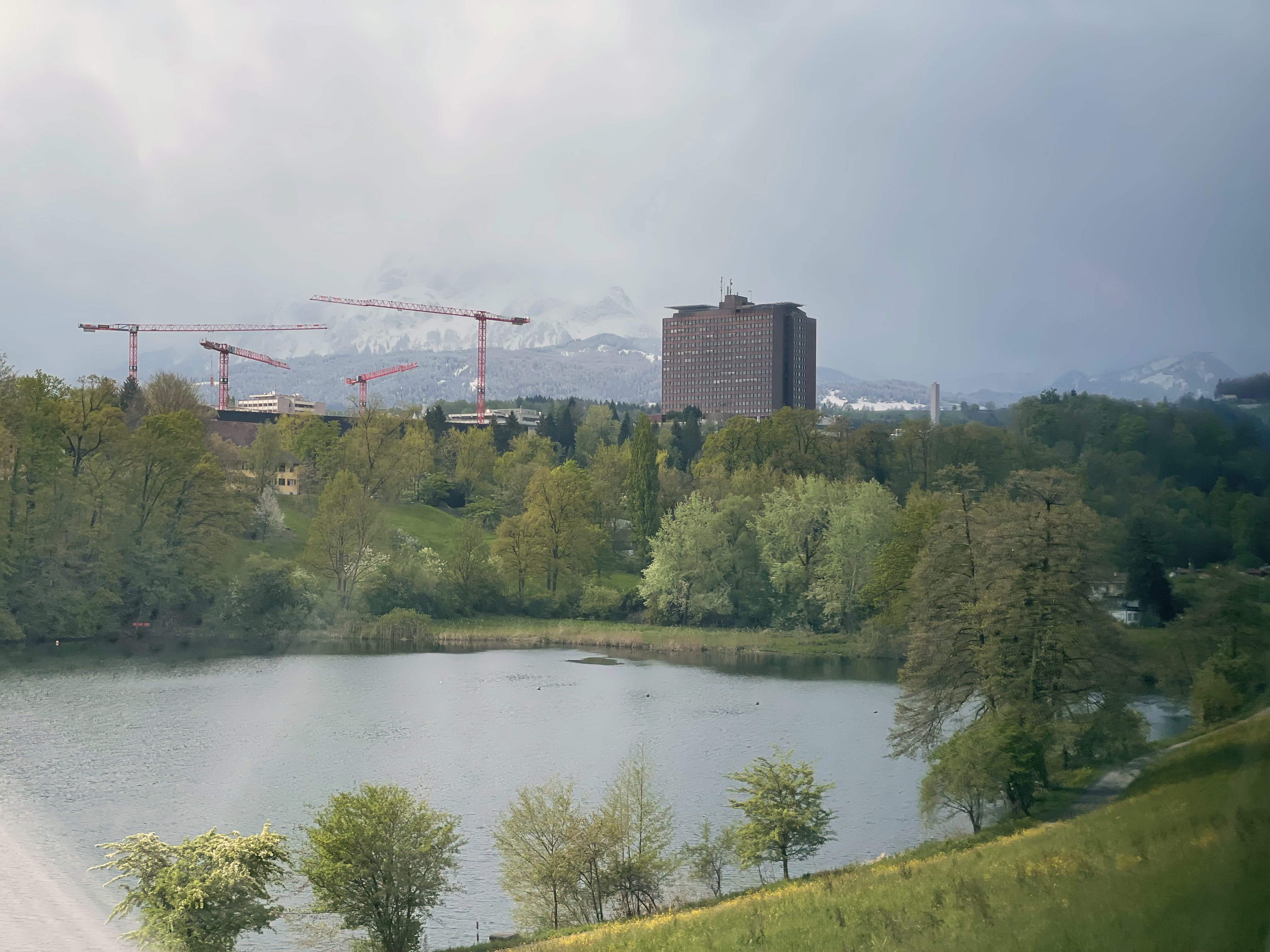
Luzerner Kantonsspital mit Grossbaustelle; Rotsee (2024)

Das Luzerner Kantonsspital ist mit 15 Hektaren Spitalareal in der Stadt Luzern das grösste Zentrumsspital der Schweiz. Das Spitalzentrum ist eines der höchsten Gebäude der Stadt Luzern. Vom Standort Luzern aus wird die ganze Zentralschweiz vom Rettungsdienst (Notruf 144) koordiniert. Neben interkantonaler Zusammenarbeit mit den Standorten Sursee und Wolhusen ist das Luzerner Kantonsspital die Drehscheibe für andere kantonale Spitäler in der Zentralschweiz, insbesondere das Kantonsspital Nidwalden.
Daneben gibt es in der Stadt die Hirslanden Klinik St. Anna.
Beide Spitäler haben diverse Tochtergesellschaften, über die ganze Stadt verteilt.

## Politik

### Grosser Stadtrat (Legislative)
Die Anliegen der Bevölkerung werden durch den Grossen Stadtrat vertreten. Er besteht aus 48 Mitgliedern. Der Grosse Stadtrat hält seine Sitzungen donnerstags im Rathaus (Rathaussaal) ab. Er wird alle vier Jahre im Proporzwahlverfahren gewählt – zuletzt am 28. März 2024.
So setzt sich das Parlament zusammen:
- jg: 1
- Grüne: 8
- JUSO: 1
- SP: 13
- GLP: 4
- Mitte: 7
- FDP: 8
- SVP: 6

|  | Partei           | 2004 | 2009 | 2012 | 2016 | 2020 | 2024 |
|  | ---------------- | ---- | ---- | ---- | ---- | ---- | ---- |
|  | SP               | 14   | 10   | 11   | 13   | 13   | 13   |
|  | Grüne            | 7    | 7    | 6    | 6    | 9    | 8    |
|  | FDP              | 8    | 9    | 9    | 9    | 9    | 8    |
|  | CVP/Mitte        | 8    | 10   | 9    | 7    | 6    | 7    |
|  | SVP              | 9    | 7    | 7    | 7    | 5    | 6    |
|  | GLP              | 0    | 3    | 4    | 4    | 4    | 4    |
|  | Junge Grüne (JG) | 1    | 1    | 1    | 1    | 2    | 1    |
|  | JUSO             | 0    | 1    | 1    | 1    | 0    | 1    |
|  | Chance21         | 1    | 0    | 0    | 0    | 0    | 0    |

Die nächsten Wahlen finden im Jahr 2028 statt.

### Stadtrat (Exekutive)

Logo der Stadtverwaltung

Der Stadtrat von Luzern besteht aus fünf Mitgliedern im Vollamt. Der Stadtrat wird alle vier Jahre im Majorzverfahren gewählt. Die letzte Wahl fand am 28. April 2024 statt.
Der Stadtrat besteht seit 2024 aus:
- Beat Züsli (SP), Stadtpräsident, Bildungsdirektion, im Amt seit 2016
- Marco Baumann (FDP), Umwelt- und Mobilitätsdirektion, im Amt seit 2024
- Korintha Bärtsch (Grüne), Baudirektion, im Amt seit 2024
- Melanie Setz (SP), Sozial- und Sicherheitsdirektion, im Amt seit 2024
- Franziska Bitzi Staub (Mitte), Finanzdirektion, im Amt seit 2017

sowie Michèle Bucher, Stadtschreiberin, im Amt seit 2020.
Die Legislaturperiode dauert von 2024 bis 2028. Amtsantritt war der 1. September 2024.

### Kantonsratswahlen
Die Stadt bildet zugleich den Wahlkreis Luzern-Stadt.
Bei den Kantonsratswahlen 2023 des Kantons Luzern betrugen die Wähleranteile in der Stadt Luzern: SP (mit JUSO, SP60+ und SPSE) 29,32 %, Grüne (mit JG und nmGrüne) 19,39 %, FDP (mit FDPZuk und FDPErf) 14,89 %, Mitte (mit JMitte und WTMitte60) 13,71 %, SVP 12,74 % und GLP (mit JGLP) 9,96 %.
Das Wahlverhalten in der Stadt Luzern und den anderen Gemeinden des Kantons ist extrem verschieden. Die vielerorts unbedeutende SP ist klar stärkste Partei, die in vielen Landgemeinden unbedeutenden Grünen folgen bereits dahinter. Dagegen sind die auf dem Land oftmals dominierenden Parteien Die Mitte (2019 noch CVP und BDP) und SVP in der Stadt vergleichsweise schwach. Die einst dominierenden Liberalen (heute FDP.Die Liberalen) sind in den letzten Jahrzehnten völlig eingebrochen. Mit den politisch in vielen Fragen ähnlichen Grünliberalen haben sie weitere Wähleranteile verloren.
Wahlsiegerin war die SP, die im Vergleich zu 2019 3,25 % Wähleranteil zulegen konnte. Die SVP konnte sich leicht verbessern. Alle anderen Parteien hatten Verluste zwischen 0,38 % (Die Mitte im Vergleich zu CVP und BDP 2019) und 1,06 % (Grüne) zu verzeichnen. Die Kleinparteien kandidierten im Jahr 2023 nicht (2019 zusammen noch 1,52 % Wähleranteil).

### Nationale Wahlen
Bei den Schweizer Parlamentswahlen 2023 betrugen die Wähleranteile in der Stadt Luzern: SP 28,7 %, Mitte 17,2 %, Grüne 15,6 %, SVP 14,9 %, FDP 12,7 %, glp 9,0 %, übrige 1,9 %.

### Städtepartnerschaften
Luzern unterhält Partnerschaften mit folgenden Städten:
- Guebwiller/Murbach, Frankreich, seit 1978
- Bournemouth, Vereinigtes Königreich, seit 1982
- Olomouc/Olmütz, Tschechien, seit 1992
- Chicago, Vereinigte Staaten, seit 1998
- Potsdam, Deutschland, seit 2002

## Wappen und Fahne
→ Hauptartikel: Fahne und Wappen des Kantons und der Stadt Luzern

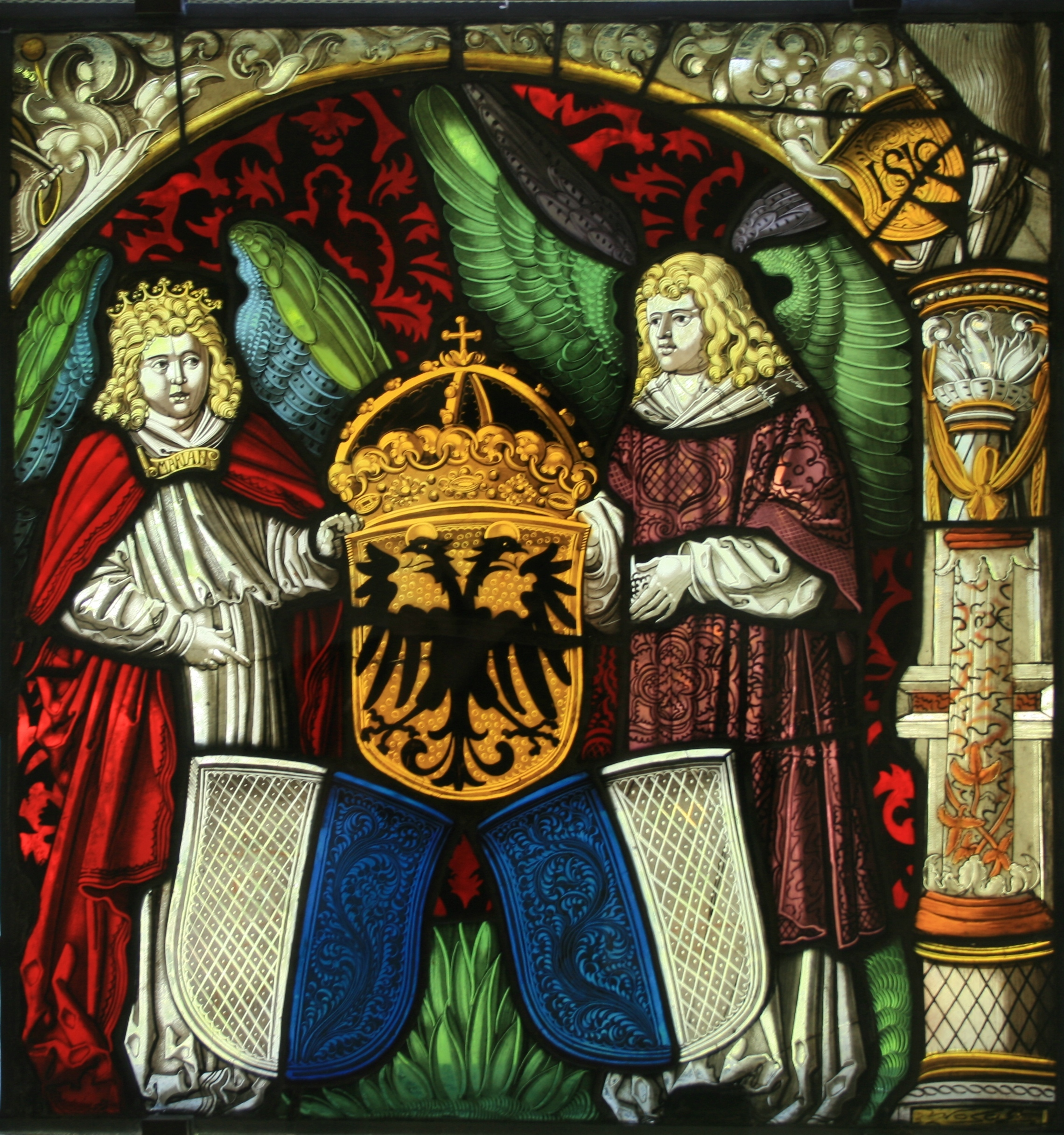
Standesscheibe von Luzern im Kloster Wettingen

Das Wappen Luzerns geht auf die Fahne zurück. Die Fahne zeigte die Farben jedoch in horizontaler Anordnung, ausserdem wurde die Anordnung vertauscht. Blau steht im Wappen rechts, der Schild ist also «gespalten von Blau und Silber» während die Fahne «geteilt von Weiss und Blau» ist. Die weisse Farbe ist bei der Flagge also oben, die blaue unten. Heute führen Kanton und Stadt dasselbe Wappen, wobei die Stadt zur Unterscheidung eine goldene Mauerkrone und in der ausführlichen Variante zwei goldene Löwen als Schildhalter hinzufügt. Die Gemeinde Cossonay im Kanton Waadt führt das gleiche Wappen wie Luzern.
Die älteste Darstellung des Wappens von Luzern ist das Siegel von 1386, welches das Wappen mit dem Martyrium des Heiligen Leodegar zeigt. Die älteste bekannte Verwendung der Farben Blau und Weiss für Luzern findet sich in den Schnüren am Siegel der Bürger am Geschworenen Brief 1252. Eine Darstellung von Wappen und Fahne aus dem 15. Jahrhundert hat sich zudem am Schirmerturm in Luzern erhalten. Die Herkunft der Farben ist nicht bekannt. Es wird aber vermutet, dass Blau auf den See oder Maria verweist. Auch könnten die Farben von den Ministerialgeschlechtern von Hunwil und von Littau stammen. Das Standeswappen von Luzern zeigte bis ins 17. Jahrhundert einen Dreipass Luzern/Reich mit Krone. Als Schildhalter dienten Löwen mit Reichsapfel und Reichsschwert. Alternativ werden oft auch die Stadtpatrone Leodegar und Mauritius dargestellt.

Wappen des Kantons Luzern
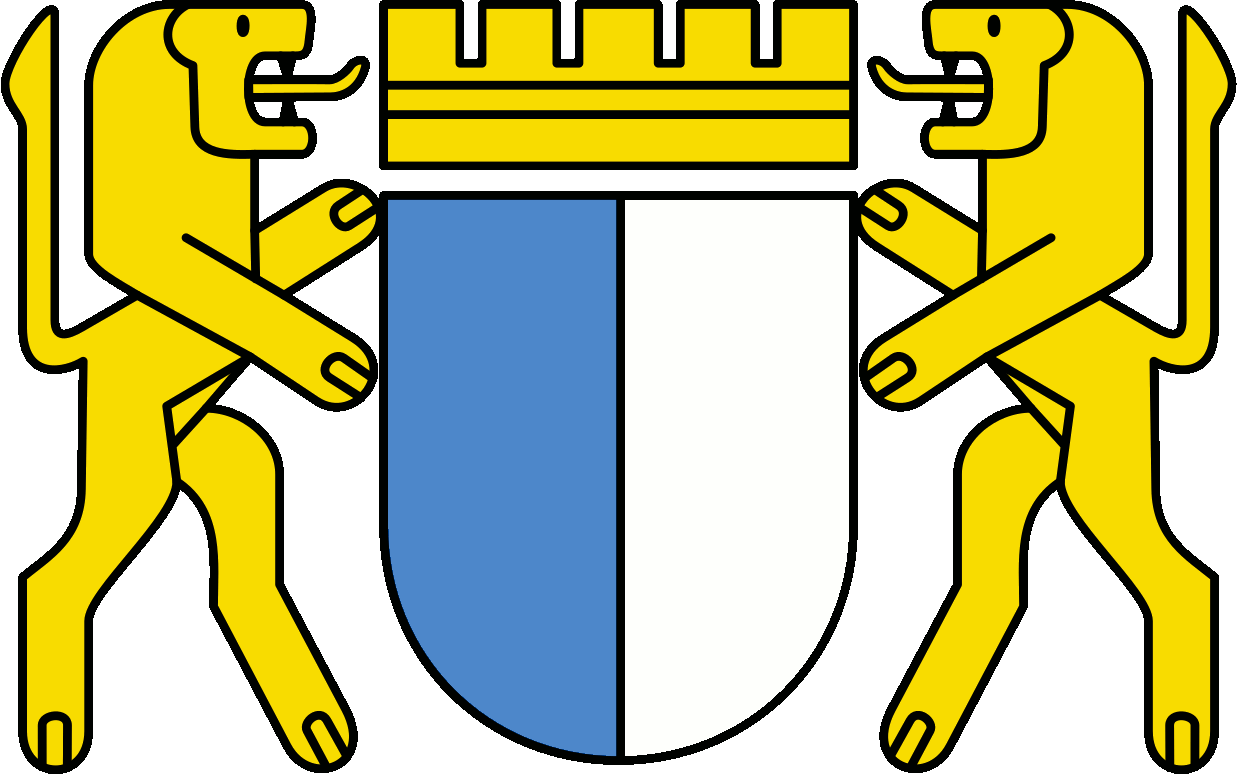
Wappen der Stadt Luzern mit Mauerkrone und Löwen als Schildhalter
Fahne der Stadt Luzern

## Wirtschaft
Luzern ist oder war Sitz zahlreicher Schweizer Unternehmen wie AlpTransit Gotthard (Bau des Gotthard-Basistunnels), den Centralschweizerischen Kraftwerken, der Molkerei Emmi, der Bucherer Gruppe (Uhren- und Schmuckbranche), den Versicherungen Schweizerische Unfallversicherungsanstalt (SUVA), Concordia und CSS. Internationale Unternehmen sind die Bildungsinstitution EF Education First und der Güterwagenvermieter Wascosa. Die 273 Arbeitsstätten mit mindestens 50 Beschäftigten bieten 44'141 Personen oder 53,96 % aller Erwerbstätigen einen Arbeitsplatz. Die mit einer Anzahl von 7'064 Betrieben zahlenmässig dominierenden Kleinst- und Kleinbetriebe (mit jeweils weniger als zehn Beschäftigten) bieten 16'718 Personen oder 20,44 % aller Erwerbstätigen eine Arbeitsmöglichkeit.
Im Jahr 2021 waren von 81'803 Beschäftigten 43'620 weiblich und 38'183 männlich. Die Mehrheit der Beschäftigten arbeitete 2021 in Dienstleistungsunternehmen (Sektor 3). Danach folgte der Bereich Industrie und Gewerbe (Sektor 2). Der Bereich Landwirtschaft/Forstwirtschaft/Fischerei (Sektor 1) ist beinahe bedeutungslos. Die Zahlen für die drei Sektoren sehen wie folgt aus:
| | 1. Sektor | 1. Sektor    | 1. Sektor         | 2. Sektor | 2. Sektor    | 2. Sektor         | 3. Sektor | 3. Sektor    | 3. Sektor         | Total    | Total        | Total             |
| | Betriebe  | Beschäftigte | Vollzeit- stellen | Betriebe  | Beschäftigte | Vollzeit- stellen | Betriebe  | Beschäftigte | Vollzeit- stellen | Betriebe | Beschäftigte | Vollzeit- stellen |
| Anzahl | 40        | 129          | 88                | 615       | 7'310        | 6'610             | 7'752     | 74'364       | 52'083            | 8'407    | 81'803       | 58'781            |
| Anteil | 0,48 %    | 0,16 %       | 0,15 %            | 7,32 %    | 8,94 %       | 10,39 %           | 92,21 %   | 90,91 %      | 88,61 %           | 100 %    | 100 %        | 100 %             |
| Quelle: Bundesamt für Statistik; Statistik der Unternehmensstruktur STATENT, Arbeitsstätten und Beschäftigte nach Gemeinde und Wirtschaftssektoren |           |              |                   |           |              |                   |           |              |                   |          |              |                   |

Die Stadt Luzern weist einen ausgeprägten Dienstleistungssektor auf, in dem rund 90 % aller Beschäftigten tätig sind. Rund ein Fünftel der Arbeitsplätze in der Stadt Luzern werden direkt oder indirekt durch die öffentliche Hand angeboten.
Einen Überblick über die Branchen mit der höchsten Zahl von Beschäftigten in der Stadt Luzern gibt die nachfolgende Tabelle.
| Wirtschaftsbranche                                       | Vollzeitäquivalente | Vollzeitäquivalente | Beschäftigte | Beschäftigte |
| -------------------------------------------------------- | ------------------- | ------------------- | ------------ | ------------ |
| Gesundheitswesen                                         | 8126                | 13,82 %             | 12068        | 14,75 %      |
| Erziehung, Unterricht                                    | 4557                | 7,75 %              | 8277         | 10,12 %      |
| Detailhandel                                             | 3861                | 6,57 %              | 5226         | 6,39 %       |
| Öffentliche Verwaltung, Verteidigung, Sozialversicherung | 3266                | 5,56 %              | 4512         | 5,52 %       |
| Versicherungen und Pensionskassen                        | 3358                | 5,71 %              | 4076         | 4,98 %       |
| Gastronomie                                              | 2252                | 3,83 %              | 3412         | 4,17 %       |
| Sozialwesen                                              | 1605                | 2,73 %              | 2791         | 3,41 %       |
| Kunst, Unterhaltung, Erholung                            | 1504                | 2,56 %              | 2751         | 3,36 %       |
| Vermittlung und Überlassung von Arbeitskräften           | 2060                | 3,50 %              | 2705         | 3,31 %       |
| Heime                                                    | 1791                | 3,05 %              | 2641         | 3,23 %       |
| Gesamthaft                                               | 58'781              | 100,0 %             | 81'803       | 100,0 %      |

## Umweltschutz
Luzern ist seit 1999 Energiestadt und seit 2009 Energiestadt Gold. Die Quartiere Kleinstadt, Neustadt und Tribschen sollen in den Jahren 2022 und 2023[veraltet] mit einer Seewasserwärmenutzung erschlossen werden. Die See-Energie-Zentrale am Inseliquai und das Netz sollen von der EWL Luzern gebaut und betrieben werden. Kunden können die Wärme dann vor Ort mit einer Wärmepumpe entziehen. Später soll über eine Erweiterung auch das rechte Seeufer erschlossen werden. Die See-Energieanlage Inseliquai soll im Endausbau rund 3700 Haushalte mit Wärme und Kälte versorgen. Das entspricht einer Energiemenge von 30 Gigawattstunden im Jahr. Dank der Wärmeenergie aus dem See können gemäss EWL jährlich bis zu 5500 Tonnen CO₂ eingespart werden. Der Stadtteil Littau soll zukünftig zu grossen Teilen mit Fernenergie aus Abwärme der Kehrichtverbrennungsanlage Renergia versorgt werden. Allein der Heizbedarf in Wohnungen verursacht durchschnittlich zwei Tonnen CO₂-Emissionen pro Kopf und Jahr, was über dem kantonalen Durchschnitt von 1,7 Tonnen liegt. Bis zum Jahr 2040 sollen die meisten öffentlichen Busse der Stadt mit erneuerbaren Energien fahren. Auch der private Verkehr ist von der Verkehrswende nicht ausgeschlossen. Die 2000-Watt-Gesellschaft soll bis 2050 umgesetzt werden. Im Jahr 2021 wurde Stadtgrün Luzern Bio-Suisse-zertifiziert, womit Luzern die zweite Stadt nach Basel ist, welche mit dem Label ausgezeichnet wurde.

## Kultur
Als Veranstaltungsort von Konzerten, insbesondere der klassischen Musik, spielt das KKL eine schweizweit bedeutende Rolle. Residenzorchester des KKL ist das Luzerner Sinfonieorchester. Luzern hat drei grössere Theater; es sind dies das Luzerner Theater, das Kleintheater Luzern und der Theaterpavillon. Das Luzerner Theater verfügt neben dem Hauptgebäude über einen zweiten Aufführungsort, das «UG» in der Winkelriedstrasse.

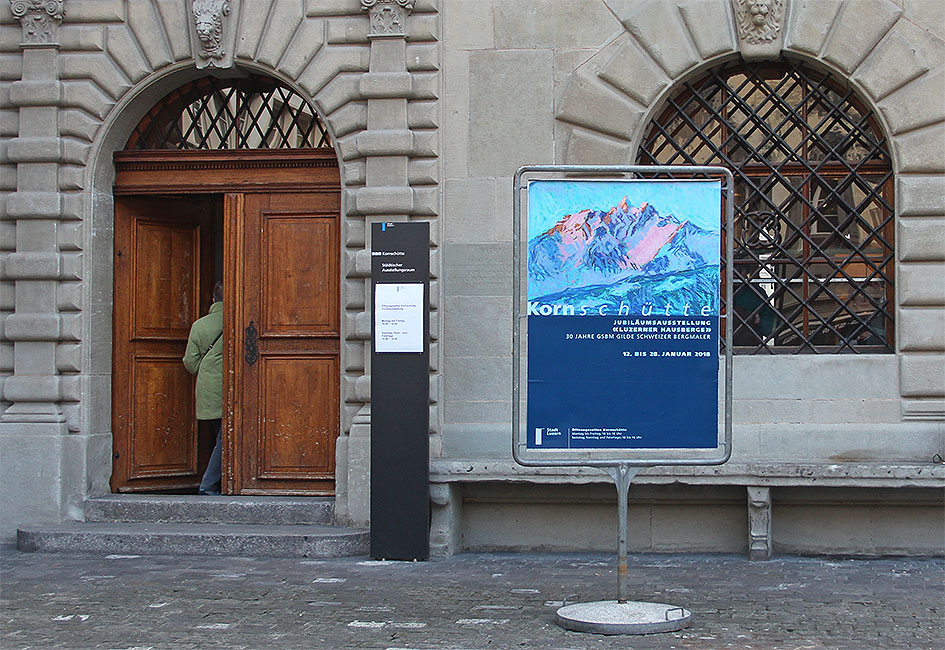
Nationale Ausstellung der GSBM Gilde Schweizer Bergmaler 2018, Kornschütte Luzern

Für die Alternativkultur wird insbesondere das Neubad genutzt, welches aus einer Zwischennutzung des ehemaligen Hallenbads Luzerns entstanden ist. Seit 1981 existiert im ehemaligen Gefängnis Sedel das Musikzentrum Sedel, welches Veranstaltungen in den Bereichen Punk und Rock anbietet. Ein eher adoleszentes Publikum spricht das Treibhaus Luzern an. Mit dem Konzerthaus Schüür steht eine weitere Konzertbühne zur Verfügung. In der Jazzkantine Luzern spielen vorwiegend Studenten der lokalen Musikhochschule vor Publikum. Daneben finden im Musik-Restaurant Stadtkeller Konzerte vorwiegend von Schweizer Grössen statt. Die Stadt verfügt über 13 Kinosäle in fünf Kinos. Die Kornschütte befindet sich im Rathaus. Dort steht sechsmal im Jahr ein Raum für Ausstellungen aus dem Luzerner Kulturleben zur Verfügung. Häufig finden Kunstausstellungen statt.

### Veranstaltungen

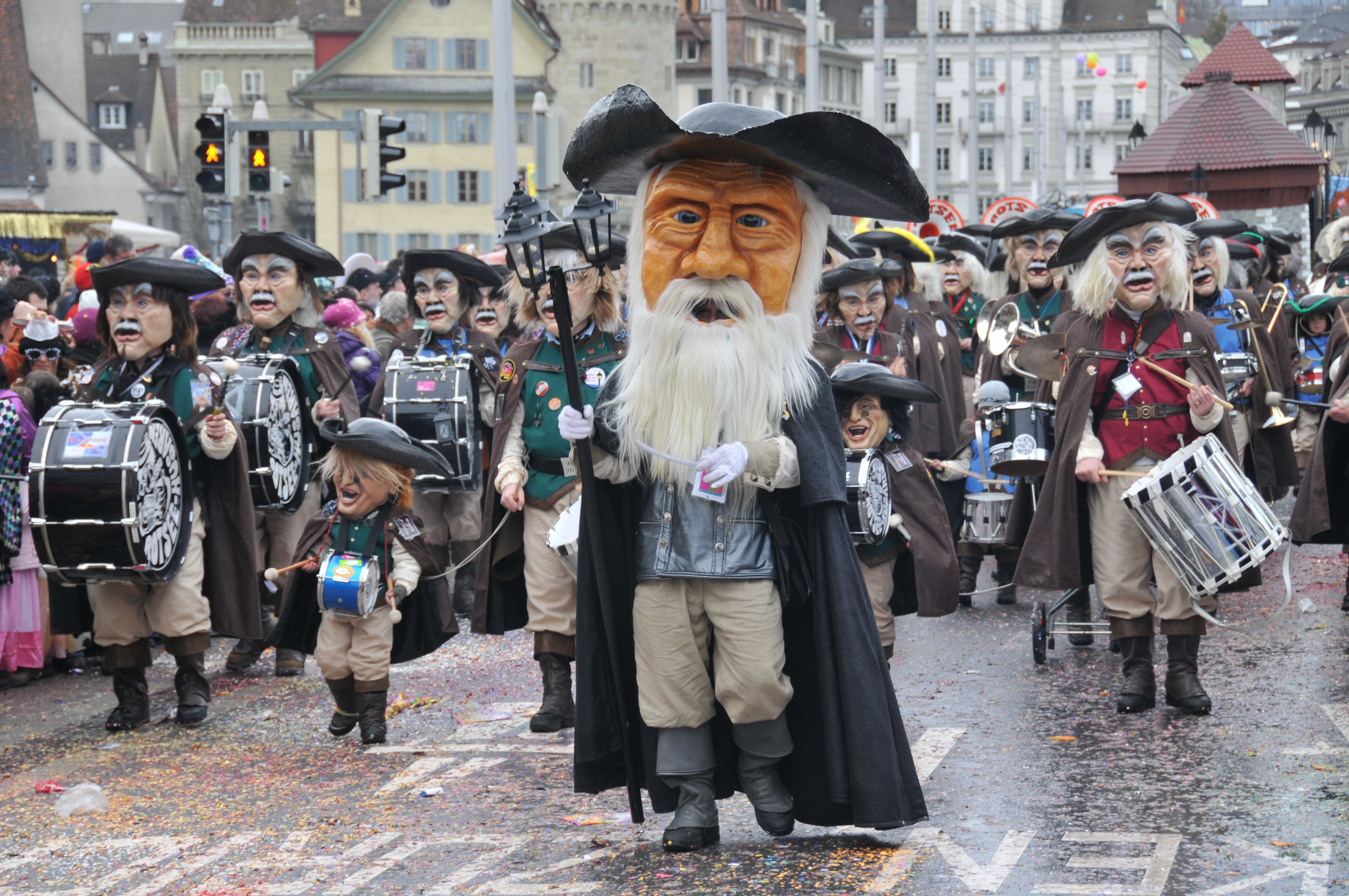
Luzerner Fasnacht 2009

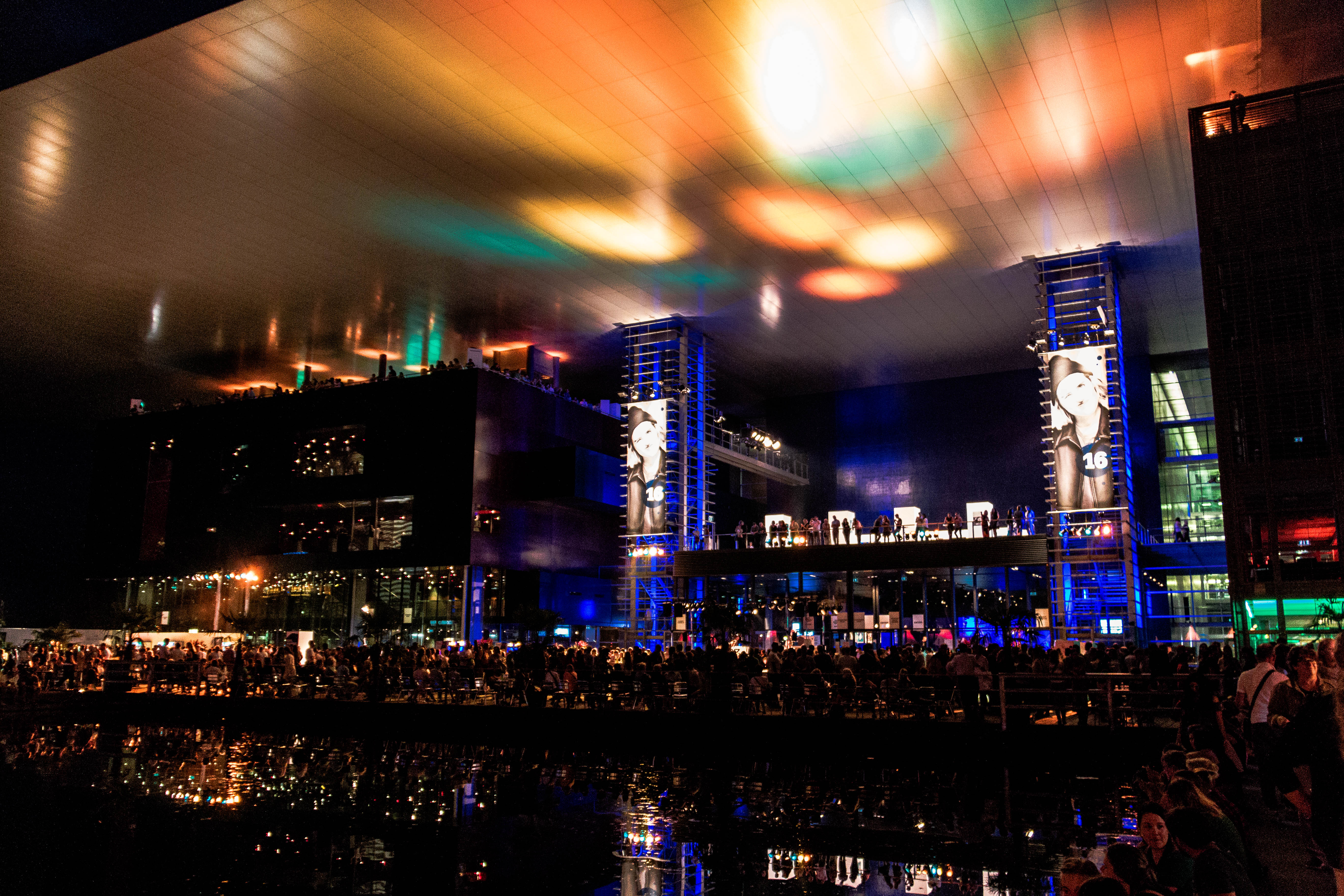
Blue Balls Festival 2016, Konzert vor dem KKL

- Die Luzerner Fasnacht dauert vom Schmutzigen Donnerstag bis Güdisdienstag. Sie ist der grösste jährlich stattfindende Anlass der Zentralschweiz.
- Das Stadtfest Luzern ist ein im Frühsommer stattfindendes Fest in der Stadt. Von 2009 bis 2018 fand es unter dem Namen Luzerner Fest statt, zuvor gab es die beiden Feste Luzerner Altstadtfest und Luzerner Seenachtsfest.
- Luzerner Herbstmesse: Lozärner Määs[65]
- Fumetto: Jährlich im Frühling stattfindendes Comic-Festival.
- Lucerne Blues Festival: Eines der weltweit wichtigsten Bluesfestivals, seit 1995 in und von Luzernern ausgetragen und mit diversesten Preisen ausgezeichnet (2006 zum Beispiel mit dem «Keeping The Blues Alive»-Award, der erstmals in der Geschichte ausserhalb der Vereinigten Staaten ausgehändigt wird).
- Lucerne Festival (früher Musikfestwochen): Eines der bedeutendsten europäischen Festivals für klassische und neue Musik, bekannt durch Gastkonzerte der weltbesten Sinfonieorchester im KKL.
- Blue Balls Festival: Von 1992 bis 2019 fand dieses Musikfestival mit ca. 100'000 Besuchern während neun Tagen im Juli statt. Angeboten wurden Open-Air-Konzerte ums Luzerner Seebecken sowie Konzerte im Kultur- und Kongresszentrum und im Hotel Schweizerhof Luzern. Das Festival umfasste die Sparten Blues, Jazz, Soul, Rock und Pop sowie Singer-Songwriter.[66] Das Nachfolgefestival im ähnlichen Rahmen findet seit dem Jahr 2023 unter dem Namen Luzern Live statt.
- Funk am See: Ein Gratis-Open-Air, das alle zwei Jahre, jeweils zu geraden Jahreszahlen, auf der Lido-Wiese vor dem Verkehrshaus in Luzern stattfindet. Neben Rock- und Pop-Acts sind auch immer Hip-Hop-Acts vor Ort.
- Ruderwelt Luzern: Internationale Ruderregatta, die jährlich im Rahmen des Ruder-Weltcups ausgetragen wird und jeweils Anfang Juli auf dem Rotsee stattfindet.[67]
- Spitzen Leichtathletik Luzern: Jährliches, internationales Leichtathletikmeeting.
- Luzerner Stadtlauf: Alljährlicher Lauf-Event durch die Neu- und Altstadt.
- SwissCityMarathon – Lucerne: Drittgrösster Marathon der Schweiz.
- LUGA (Luzerner Gewerbeausstellung): grösste Publikumsmesse der Zentralschweiz auf der Allmend.
- PinkPanorama: Filmfestival Luzern.

Das grösste Festival der Fernsehunterhaltung Rose d’Or fand von 2004 bis 2012 jährlich in Luzern statt. Bei diesem in Montreux gegründeten Festival werden die besten internationalen Fernsehformate mit der «Goldenen Rose» ausgezeichnet. Seit 2014 findet die Preisverleihung in Berlin statt.

### Spezialitäten
Aus Luzern kommen viele kulinarische Spezialitäten, wie zum Beispiel der Birnenweggen, Luzerner Lebkuchen, Luzerner Chügelipastete (Fleischpastete, auch Fritschipastete genannt). Lokale Pâtissiers kreieren neue Spezialitäten wie Lozärner Rägetröpfli (Schokoladen-Praline) oder die Lozärner Chatzestreckerli.

### Feiertage
Der 2. Oktober ist zu Ehren des heiligen Leodegars ein gesetzlicher städtischer Feiertag.

### Sport
Der FC Luzern spielt in der Super League, der höchsten Schweizer Fussballliga, und ist seit 2011 in der Swissporarena beheimatet. Zuvor spielte der Verein im Stadion Allmend. Der FC Luzern Frauen spielt ebenfalls in der höchsten Liga, die Nationalliga A genannt wird. Daneben gibt es noch den FC Kickers Luzern.
Der HC Kriens-Luzern spielt in der QHL, der höchsten Schweizer Handballliga. Zurzeit wird der Neubau der Pilatus-Arena vorangetrieben, einer neuen Heimstätte beim Mattenhof in Kriens.
Der HC Luzern spielt in der Regio League, der vierthöchsten Eishockey-Liga. Im Feldhockey ist der Luzerner Sportclub Hockey aktiv.
Mit dem See-Club Luzern und dem Ruderclub Reuss Luzern gibt es zwei Rudervereine in der Stadt. Darüber hinaus gibt es einen Basketballverein, die Luzern Eagles, einen Tanzsportverein, den Rock’n’Roll Club Sixteen Luzern, sowie mit dem Rugby Club Luzern einen Rugby-Union-Verein. Zudem gibt es mit den Luzern Lions einen American-Football-Verein, der in der Liga B (2. Liga) spielt.

## Sehenswürdigkeiten

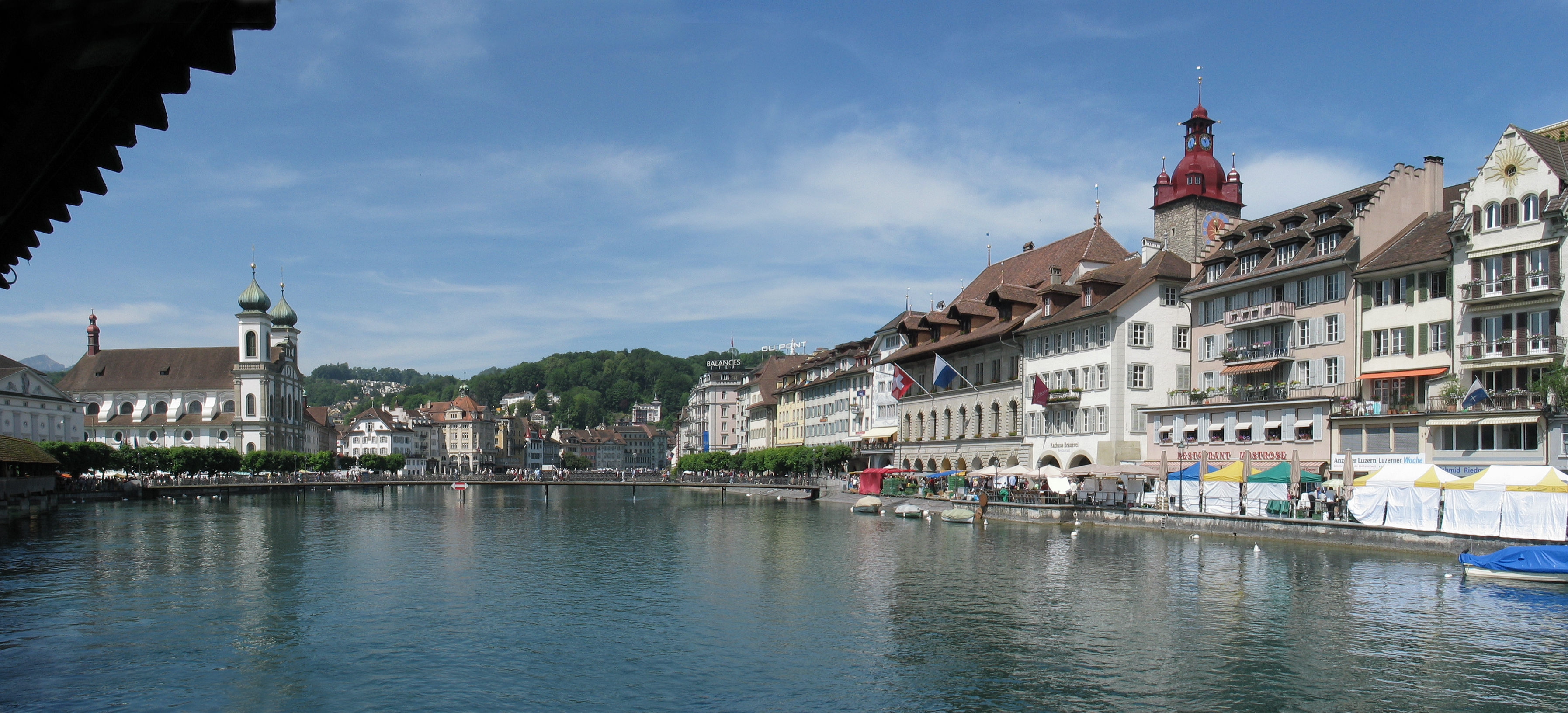
Blick von der Kapellbrücke auf die Reuss; links die Jesuitenkirche, rechts der Bildmitte das Rathaus

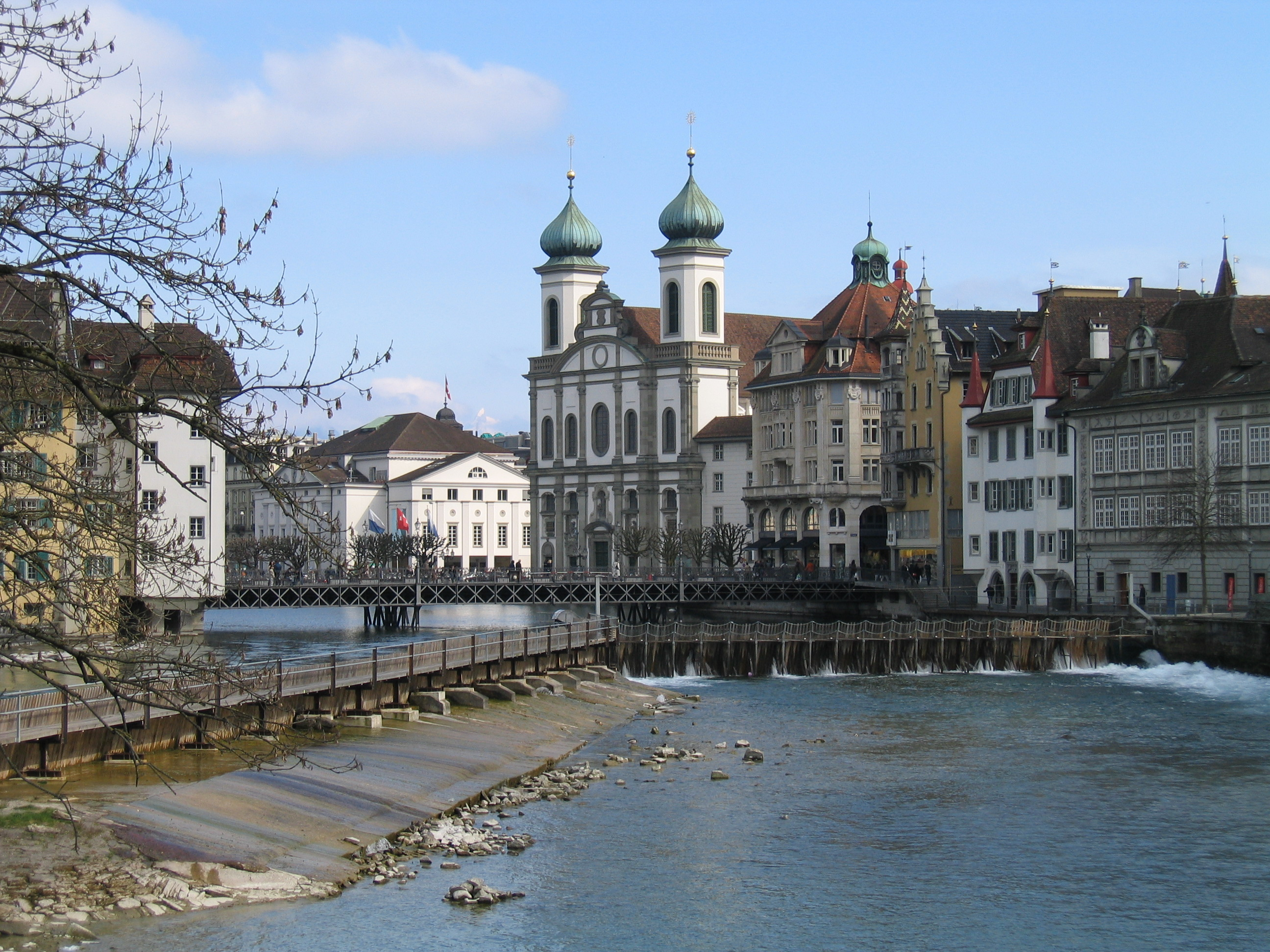
Jesuitenkirche und Nadelwehr

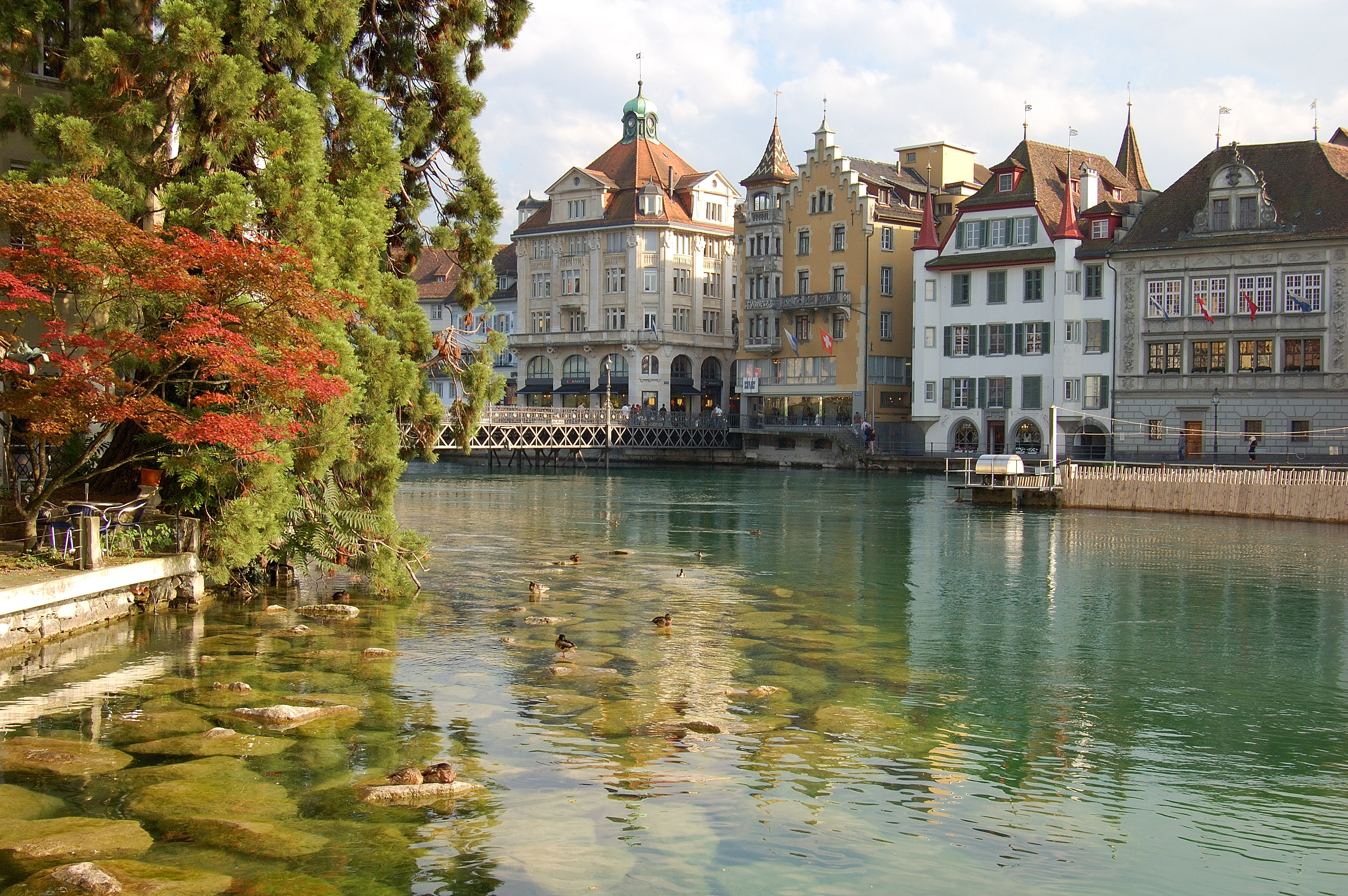
Altstadt von Luzern mit Blick auf den Fluss Reuss

Luzern ist innerhalb der Schweiz ein häufiger Haltepunkt für Gruppenreisen insbesondere aus Asien sowie Gästen aus den USA. Die Gruppenreisenden (zirka 1,4 Millionen Tagesgäste pro Jahr) konzentrieren sich auf den Bereich Löwendenkmal – Schwanenplatz (mit den Uhr- und Schmuckgeschäften) – Kapellbrücke. Die Luzern Tourismus AG wird von der Stadt Luzern mit jährlich 550'000 Franken subventioniert. Der gesamte Tourismus soll gemäss Prognosen bis ins Jahr 2030 zwölf Millionen Tagesgäste pro Jahr erreichen.

### Historisches
- Kapellbrücke mit Wasserturm
Da die Stadt durch die Reuss geteilt wird, besitzt sie mehrere Brücken, welche die Altstadt mit der Neustadt verbinden. Die bekannteste davon ist die Kapellbrücke von 1365. Sie ist die älteste noch erhaltene und mit 202 Metern die zweitlängste gedeckte Holzbrücke Europas. Im Jahre 1993 zerstörte ein Feuer einen Grossteil der Brücke. Da diese in den 1960er-Jahren umfassend renoviert und jedes einzelne hölzerne Bauteil registriert worden war, konnte sie nach dem Brand originalgetreu wieder aufgebaut werden. Von den dreieckigen Originalgemälden aus dem frühen 17. Jahrhundert, die auf ihrer ganzen Länge im Giebel der Brücke angebracht waren, wurden beim Brand jedoch 81 von 111 unrettbar zerstört. In der Mitte der Brücke befindet sich das Wahrzeichen von Luzern, der Wasserturm mit einem achteckigen Grundriss. Brücke wie Turm bildeten einen Teil der Stadtbefestigung. Deshalb sind auf der Seite des Wasserturms die Holzgeländer höher.
- Spreuerbrücke
- Nadelwehr (1860)
- Altstadt
- Rathaus (erbaut 1602–1604, Spätrenaissance)
- Museggmauer mit Museggtürmen (erbaut 1350–1403 als nördlicher Befestigungswall)
- Ritter’scher Palast: Renaissancepalais mit dreistöckigem Arkadeninnenhof, erbaut ab 1556 für den Luzerner Schultheiss Lux Ritter, von 1577 bis 1773 Sitz des Luzerner Jesuitenkollegiums, seit 1804 Regierungsgebäude des Kantons Luzern. Im zweiten Obergeschoss des Arkadenhofes hängen sieben grossformatige Ölgemälde mit einem kunstvollen Totentanzzyklus. Er wurde in den Jahren 1610 bis 1615 vom Luzerner Maler Jakob von Wyl (auch von Wil) geschaffen. Das heute als achtes Bild («Beinhauskonzert» im Hochformat) hinzugefügte Tafelgemälde gehörte wahrscheinlich zu einem verloren gegangenen Totentanz aus dem benachbarten Franziskanerkloster.[72]
- Die Jesuitenkirche ist die älteste grosse Barockkirche der Schweiz.
- Franziskanerkirche
- Peterskapelle mit Innenausstattung im Nazarenerstil
- Die Matthäuskirche ist ein bedeutender Zeuge der Neugotik.
- Die Hofkirche St. Leodegar im Hof ist der bedeutendste Kirchenbau der Renaissance der Schweiz.
- Stiftsbezirk im Hof[73]
- Am Schweizerhofquai und dem Nationalquai entstanden in der Belle Époque der Kursaal (heute Grand Casino) und die Nobelhotels Schweizerhof, National und Palace Luzern.
- Löwendenkmal nach Bertel Thorvaldsen (1819)
- Das Bourbaki-Panorama ist eines der wenigen erhaltenen Grosspanoramen.
- Kloster St. Anna auf dem Gerlisberg
- Das Gotthardgebäude ist der repräsentativste Neurenaissancebau im Kanton Luzern.
- Das Anderallmend-Haus gilt als eines der baulichen Wahrzeichen der Stadt Luzern.
- Das Château Gütsch, ein 1888 im Stil des Historismus fertiggestelltes Hotel, gilt als eines der Wahrzeichen der Stadt.
- Schloss Steinhof, erbaut 1759–1777 von Jakob Anton Thüring von Sonnenberg (heute ein Pflege- und Wohnzentrum mit öffentlicher Gastwirtschaft; Steinhofstrasse 10). Das barocke Schlossgebäude ist einer der bedeutendsten Profanbauten Luzerns.[74]
- Fünf Raddampfer der SGV, die weltweit grösste aktive Dampferflotte auf einem See

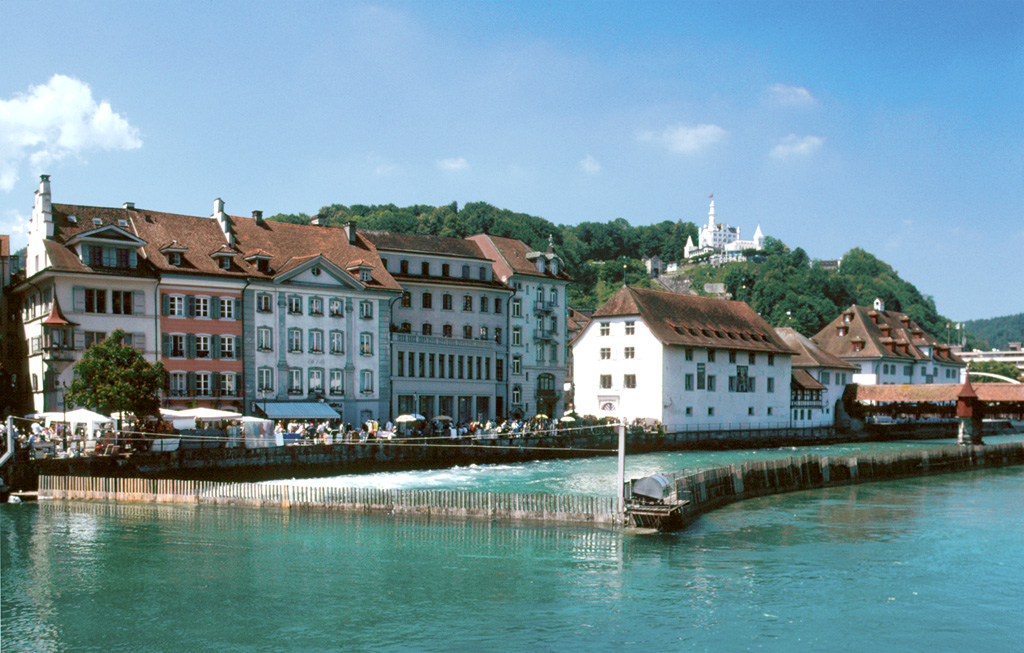
Nadelwehr (2004) vor der Renovierung, im Hintergrund das Château Gütsch
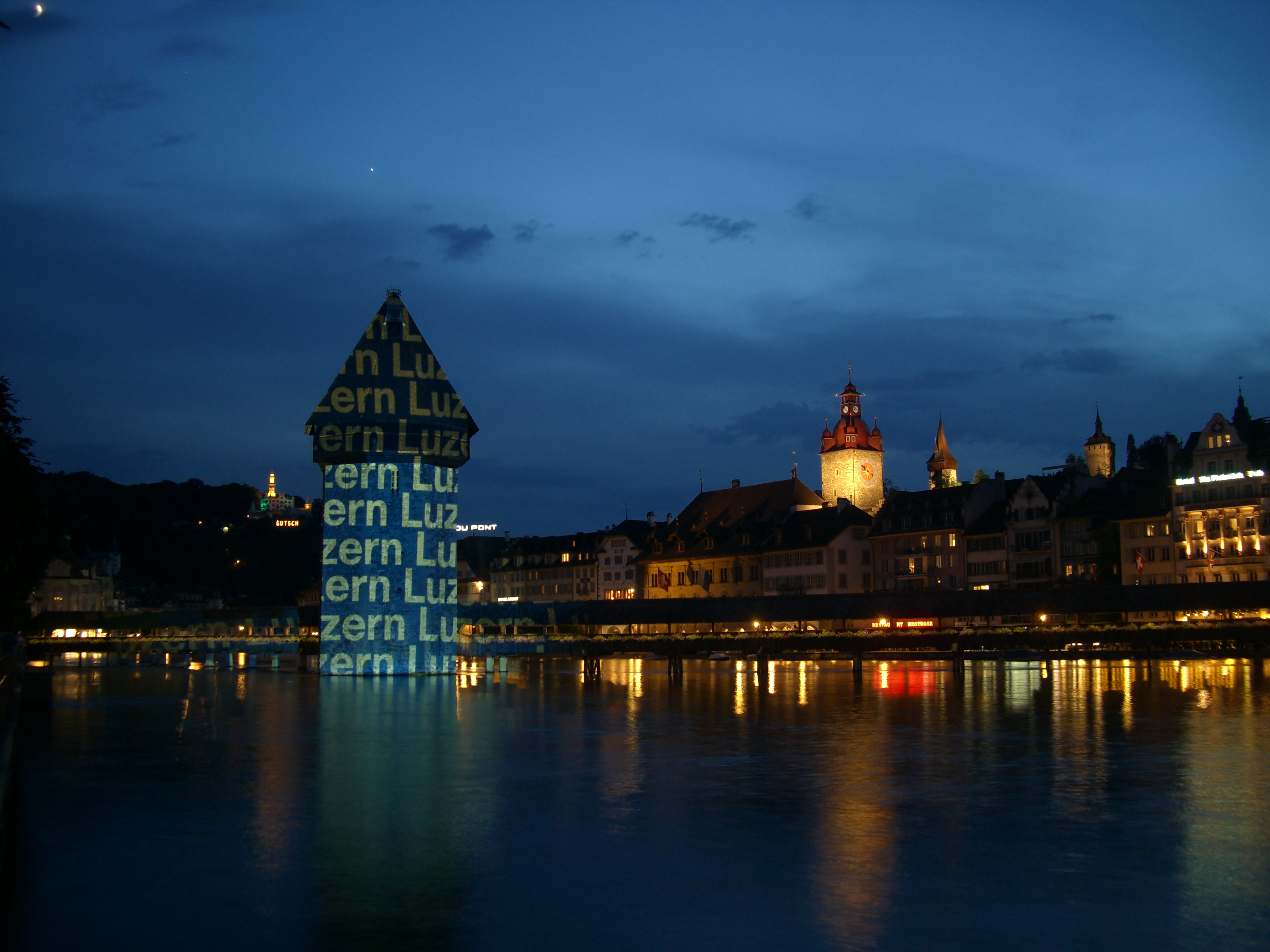
Kapellbrücke und Wasserturm in der Dämmerung
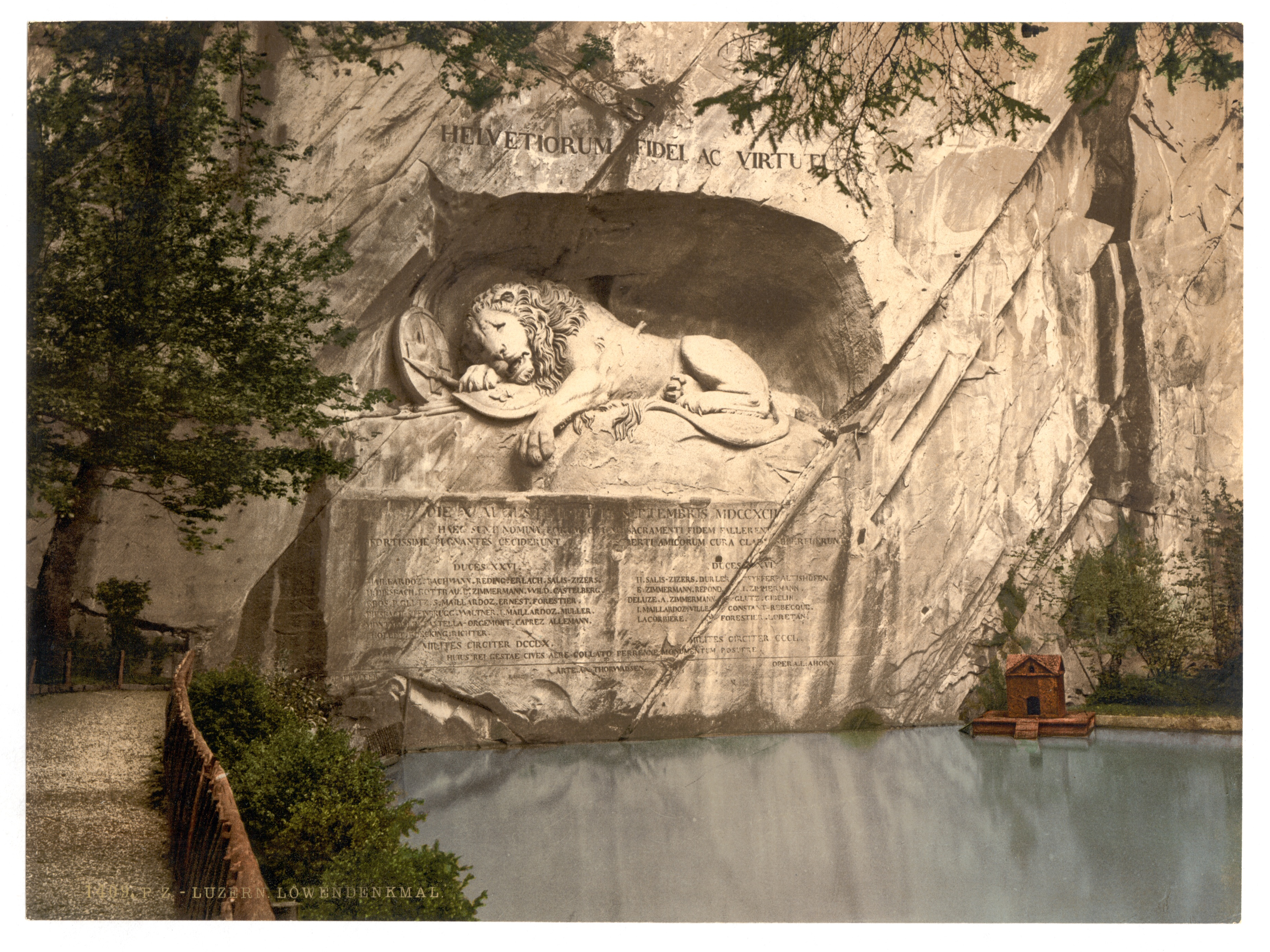
Das Löwendenkmal um 1900
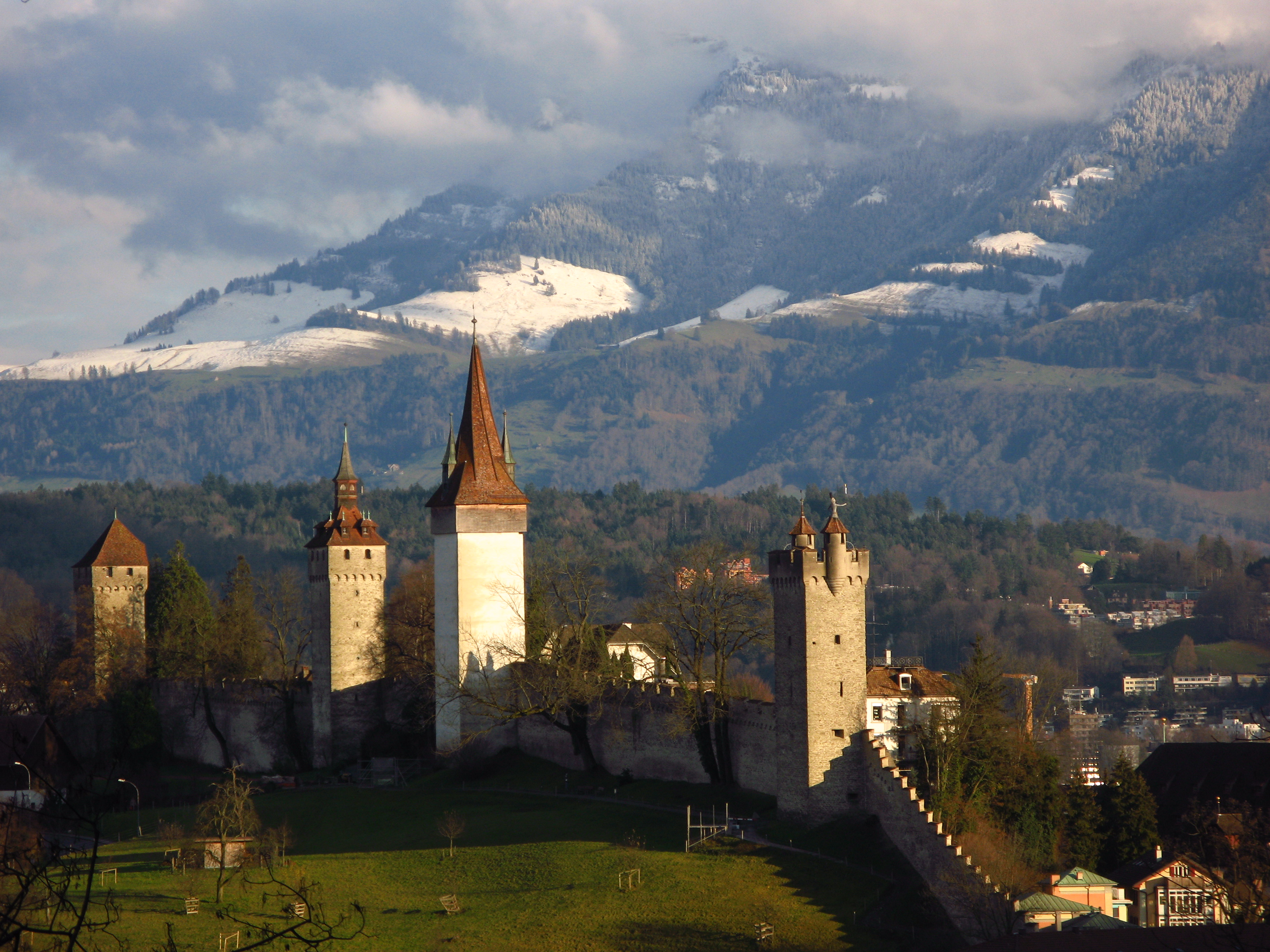
Museggmauer; v. l. n. r.: Zytturm, Wachturm, Luegisland, Männliturm

### Museen

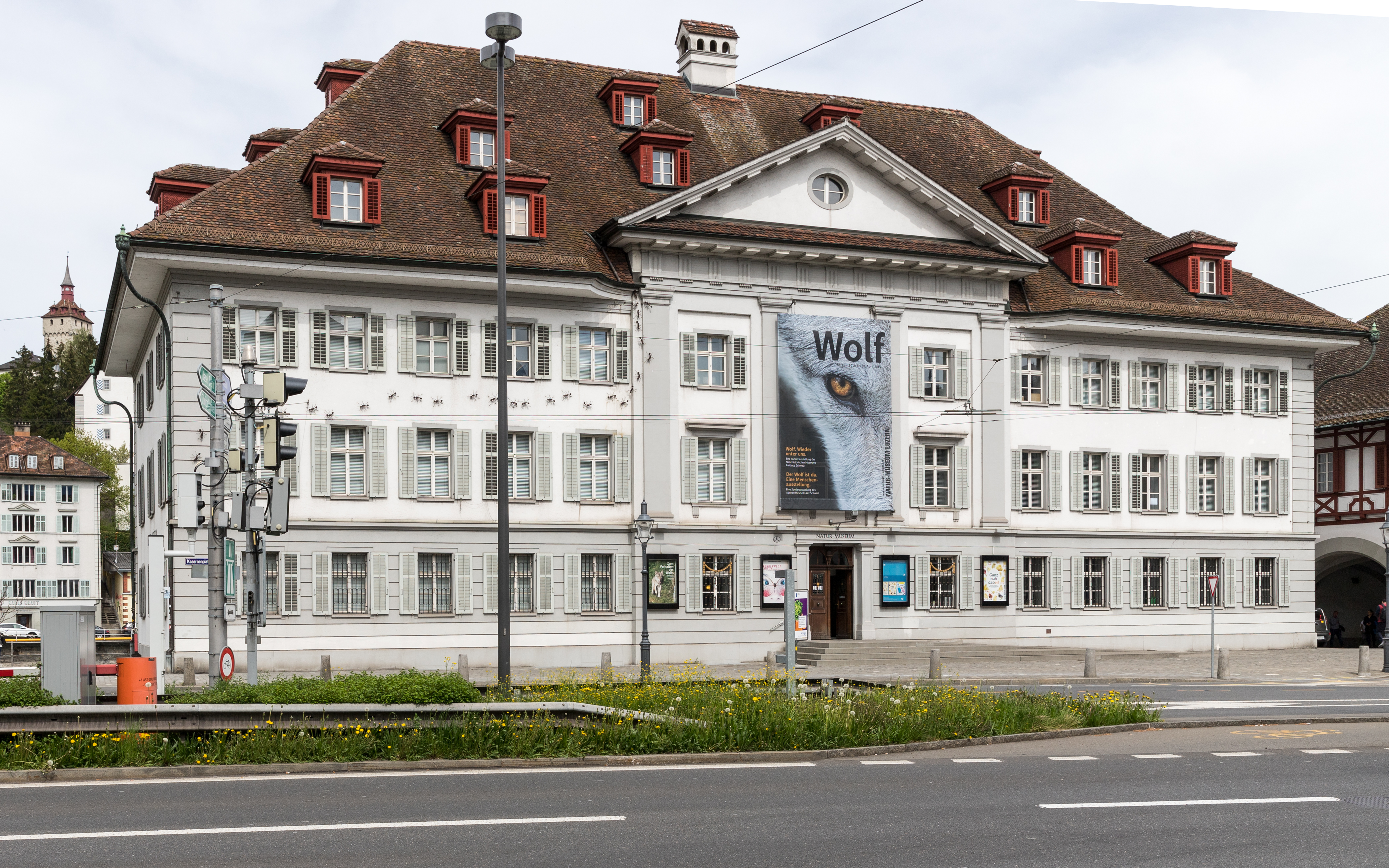
Naturmuseum Luzern

- Verkehrshaus der Schweiz: grösstes und meistbesuchtes Museum der Schweiz mit einer grossen Sammlung von Lokomotiven, Automobilen, Schiffen und Flugzeugen. Das Verkehrshaus beherbergt unter anderem das einzige IMAX-Kino und das einzige Grossplanetarium der Schweiz. Zudem befindet sich in ihm die Livemap Switzerland, eine 200 m² grosse begehbare Luftbildkarte.
- Bourbaki-Panorama: eigens erbautes Panoramagebäude mit dem 112 × 10 m grossen Rundbild von Edouard Castres (1881)
- Sammlung Rosengart: Werke von Pablo Picasso, Paul Klee und der Klassischen Moderne, ehemals Picasso Museum
- Richard-Wagner-Museum, Tribschen: Räume Wagners und Sammlung klassischer Musikinstrumente. Das Landhaus an idyllischer Lage des Vierwaldstättersees führt immer wieder Musik- und Poesieabende durch.
- Hans Erni Museum: Museum des bekannten Luzerner Malers Hans Erni im Verkehrshaus der Schweiz
- Kunstmuseum Luzern
- Alpineum Luzern: 3D-Alpen-Panorama/-Diorama
- Gletschergarten: Luzern während der Eiszeit vor 20'000 Jahren und im subtropischen Klima vor 20 Millionen Jahren, direkt neben dem Löwendenkmal
- Historisches Museum: Im Depot kann die Geschichte lebendig und hautnah erlebt werden.
- Naturmuseum Luzern: Die vielen Sonderausstellungen zeigen die Flora und Fauna der Zentralschweiz.

### Moderne Architektur

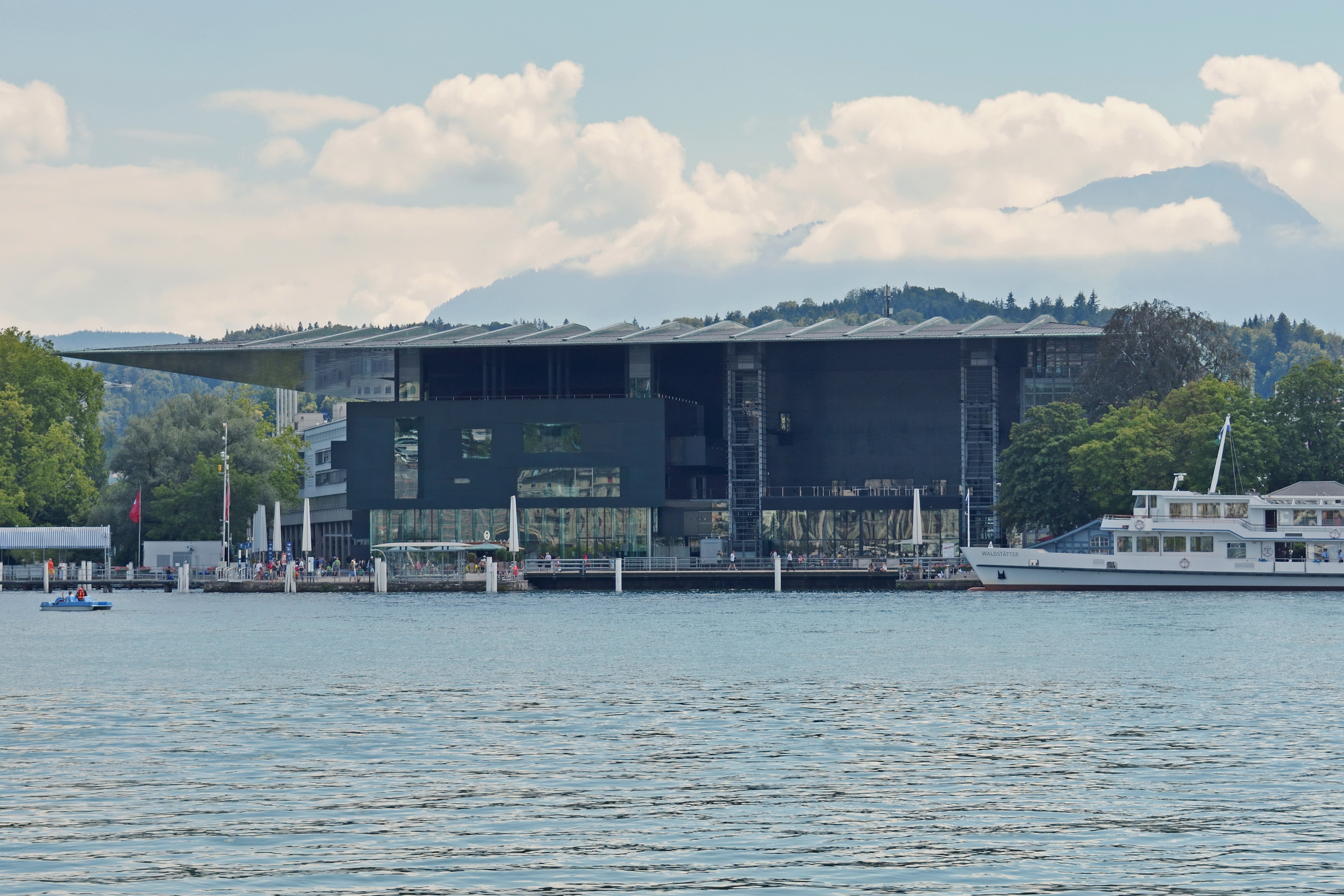
Kultur- und Kongresszentrum Luzern (KKL), vom Schweizerhofquai aus gesehen

- Zentral- und Hochschulbibliothek Luzern von Otto Dreyer (1951)
- Kultur- und Kongresszentrum Luzern (KKL) des französischen Architekten Jean Nouvel (1999), direkt am Seeufer
- Bahnhof: von den Architekten Ammann + Baumann erstellt; Santiago Calatrava hat unter anderem die Hauptfassade mitgestaltet (1991).
- The Hotel, ein von Jean Nouvel gestaltetes Hotel mit Restaurant und Bar an der Sempacherstrasse 14
- Wohnhochhaus Schönbühl von Alvar Aalto (1965–1968)

### Sehenswürdigkeiten der Umgebung
- Der Pilatus: Der ehemalige Pilatussee auf dem Hausberg von Luzern soll gemäss einer Sage die letzte Ruhestätte des Pontius Pilatus sein, und die Besteigung war daher im Mittelalter strengstens verboten. Heute ist der Berg touristisch von beiden Seiten erschlossen: von der Alpnacher Seite mit der steilsten Zahnradbahn der Welt und auf der Luzerner Seite mit einer Panorama-Gondelbahn und einer Luftseilbahn.
- Die Rigi: Sie wird die «Königin der Berge» genannt und besitzt die erste Bergbahn Europas.
- Der Vierwaldstättersee hat mit fünf Raddampfern (Uri, Stadt Luzern, Unterwalden, Gallia und Schiller) die grösste Dampfschiffflotte der Schweiz.

## Persönlichkeiten

### Andere Persönlichkeiten
- Alfonso Casati (* 1565 in Mailand; † 21. August 1621 in Luzern), Gesandter Spaniens bei den katholischen Orten der Eidgenossenschaft in Luzern[75]
- Josef Jakob Xaver Pfyffer zu Neueck (1798–1853), Beamter, Politiker und Autor
- Joseph Burkard Leu (1808–1865), Professor, Vizepräsident des Erziehungsrates, Präsident der Studiendirektion und infulierter Propst in Luzern
- August Feierabend (1812–1887), Mediziner und Schriftsteller
- Theodor Bucher (1868–1935), Weinhändler und erfolgreicher Mundartautor (Pseudonym: Zyböri)
- Judith Stamm (1934–2022), Politikerin (CVP), Nationalratspräsidentin, Trägerin Ehrennadel der Stadt Luzern

## Galerie

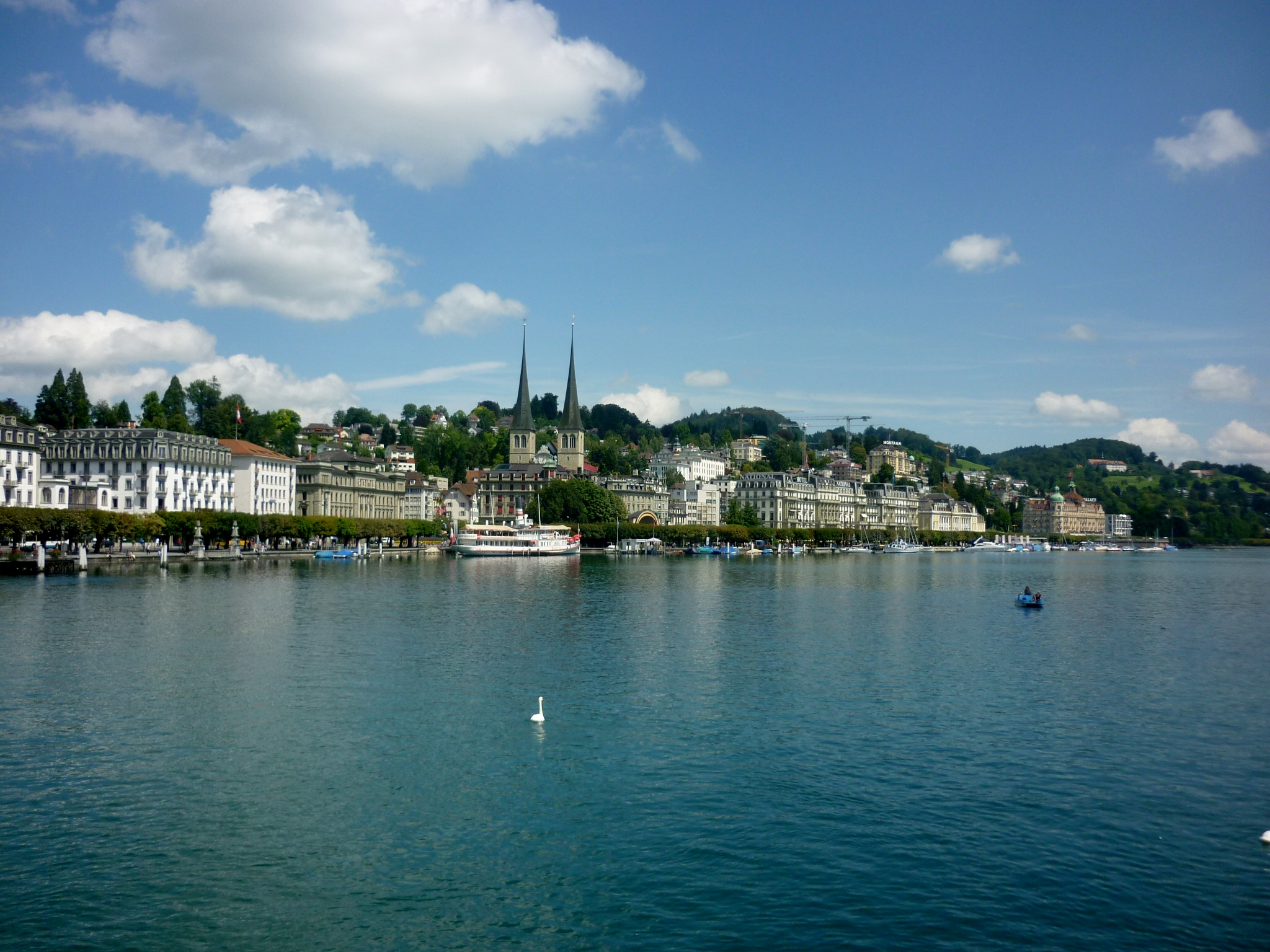
Der Vierwaldstättersee prägt das Stadtbild (2011)
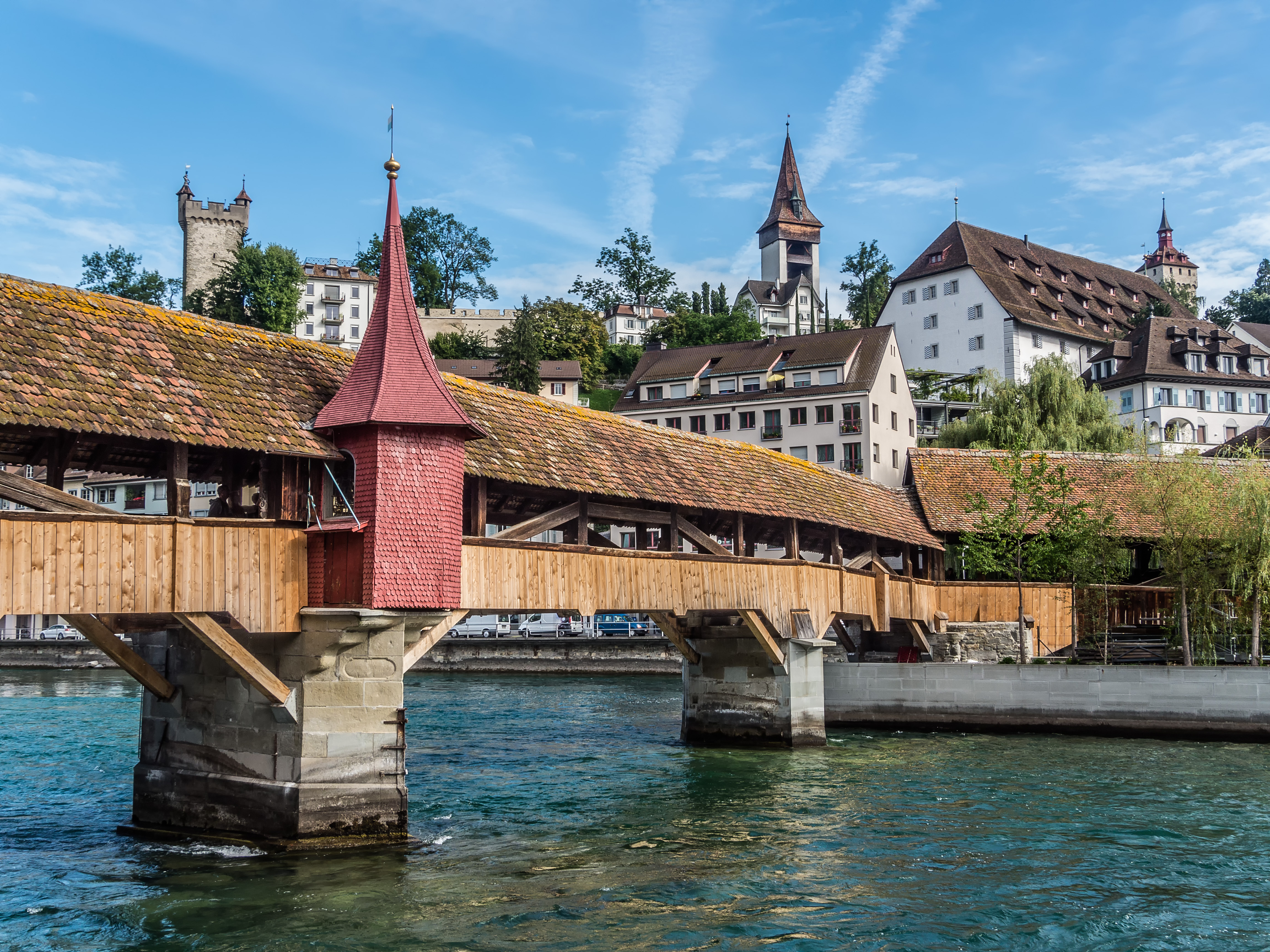
Spreuerbrücke und Museggmauer, mit Männliturm, Luegisland und Wachturm
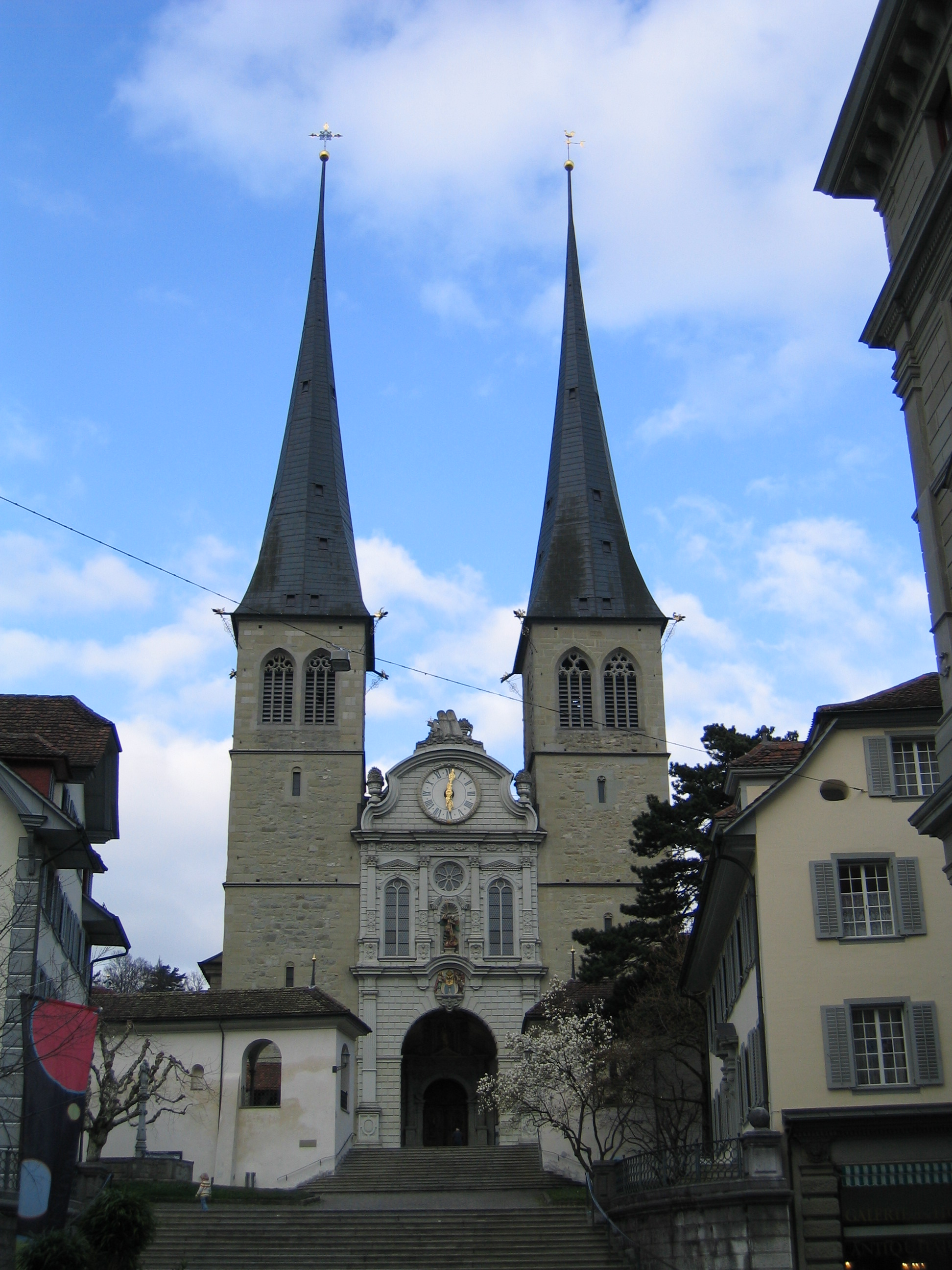
Hofkirche im März 2007
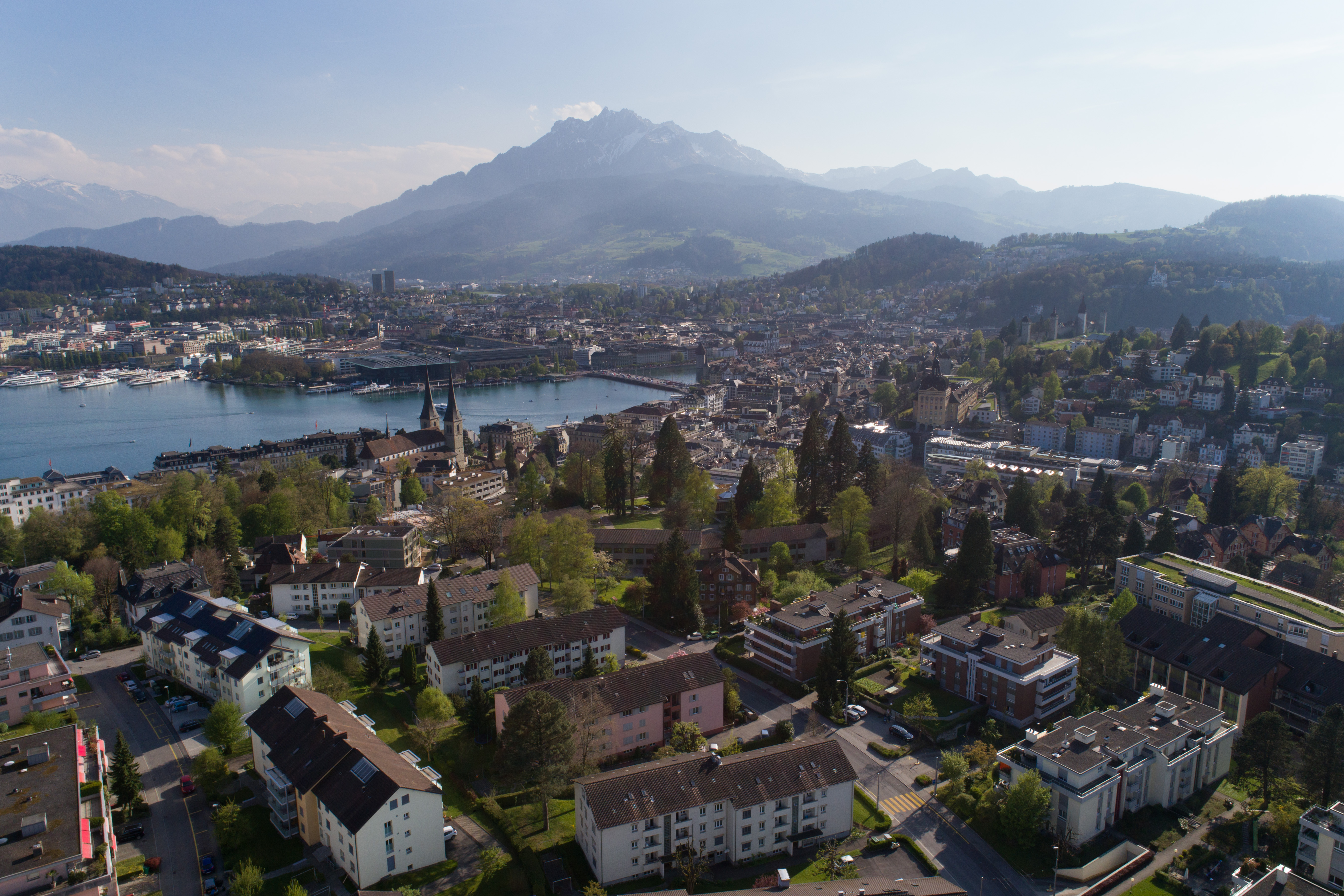
Die Stadt Luzern und der Pilatus, gesehen aus der Luft vom Quartier Wesemlin her (2017)
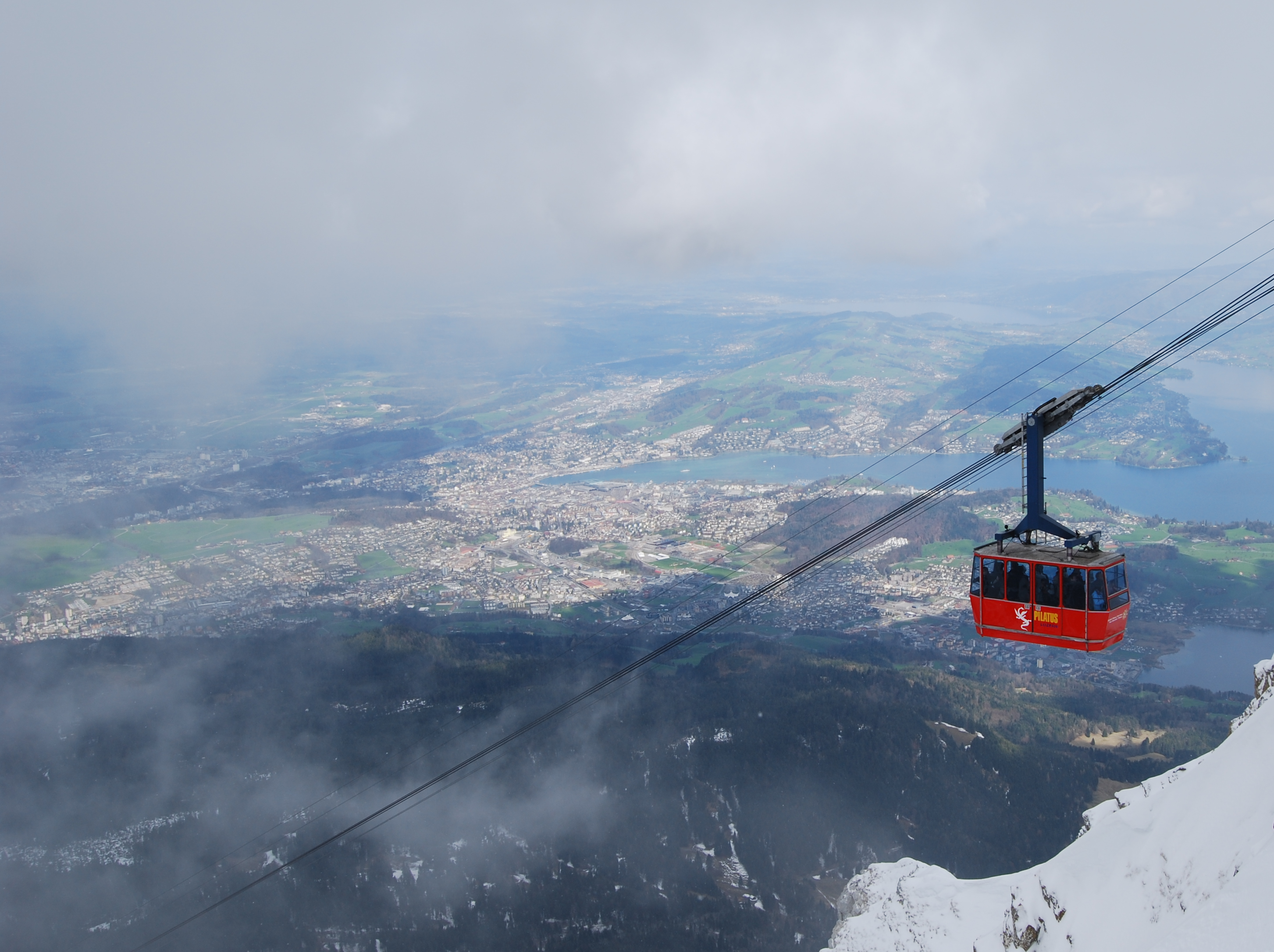
Luzern, vom Pilatus aus gesehen